# Liste der Biografien/Diet
Liste der Biografien |
Portal Biografien |
Personensuche
# |
A |
B |
C |
D |
E |
F |
G |
H |
I |
J |
K |
L |
M |
N |
O |
P |
Q |
R |
S |
T |
U |
V |
W |
X |
Y |
Z |
?
 
Da |
Db |
Dc |
Dd |
De |
Dg |
Dh |
Di |
Dj |
Dk |
Dl |
Dm |
Dn |
Do |
Dq |
Dr |
Ds |
Du |
Dv |
Dw |
Dy |
Dz
 
Dia |
Dib |
Dic |
Did |
Die |
Dif |
Dig |
Dih |
Dij |
Dik |
Dil |
Dim |
Din |
Dio |
Dip |
Diq |
Dir |
Dis |
Dit |
Diu |
Div |
Diw |
Dix |
Diy |
Diz
 
Dieb |
Diec |
Died |
Dief |
Dieg |
Dieh |
Diek |
Diel |
Diem |
Dien |
Diep |
Dier |
Dies |
Diet |
Dieu |
Diev |
Diew |
Diez
Die Liste der Biografien führt alle Personen auf, die in der deutschsprachigen Wikipedia einen Artikel haben. Dieses ist eine Teilliste mit 830 Einträgen von Personen, deren Namen mit den Buchstaben „Diet“ beginnt.

## Diet
- Diet, Irene (* 1959), deutsche Schriftstellerin und Anthroposophin
- Diet, Leo (1857–1942), tschechisch-österreichischer Maler und Erfinder

### Dieta
- Dietachmayr, Helmut (* 1942), österreichischer Politiker (SPÖ), Abgeordneter zum Nationalrat

### Dietb
- Dietbert von Bussnang († 1186), Abt im Kloster St. Blasien

### Diete
- Diete, Annerose (1936–2010), deutsche Schauspielerin, Balletttänzerin, Schauspiellehrerin und Hörspielsprecherin
- Dietel, Alke (* 1975), deutsche Basketballspielerin
- Dietel, Andreas (* 1959), deutscher Eisschnellläufer
- Dietel, Doreen (* 1974), deutsche SchauspielerinDoreen Dietel (* 1974)

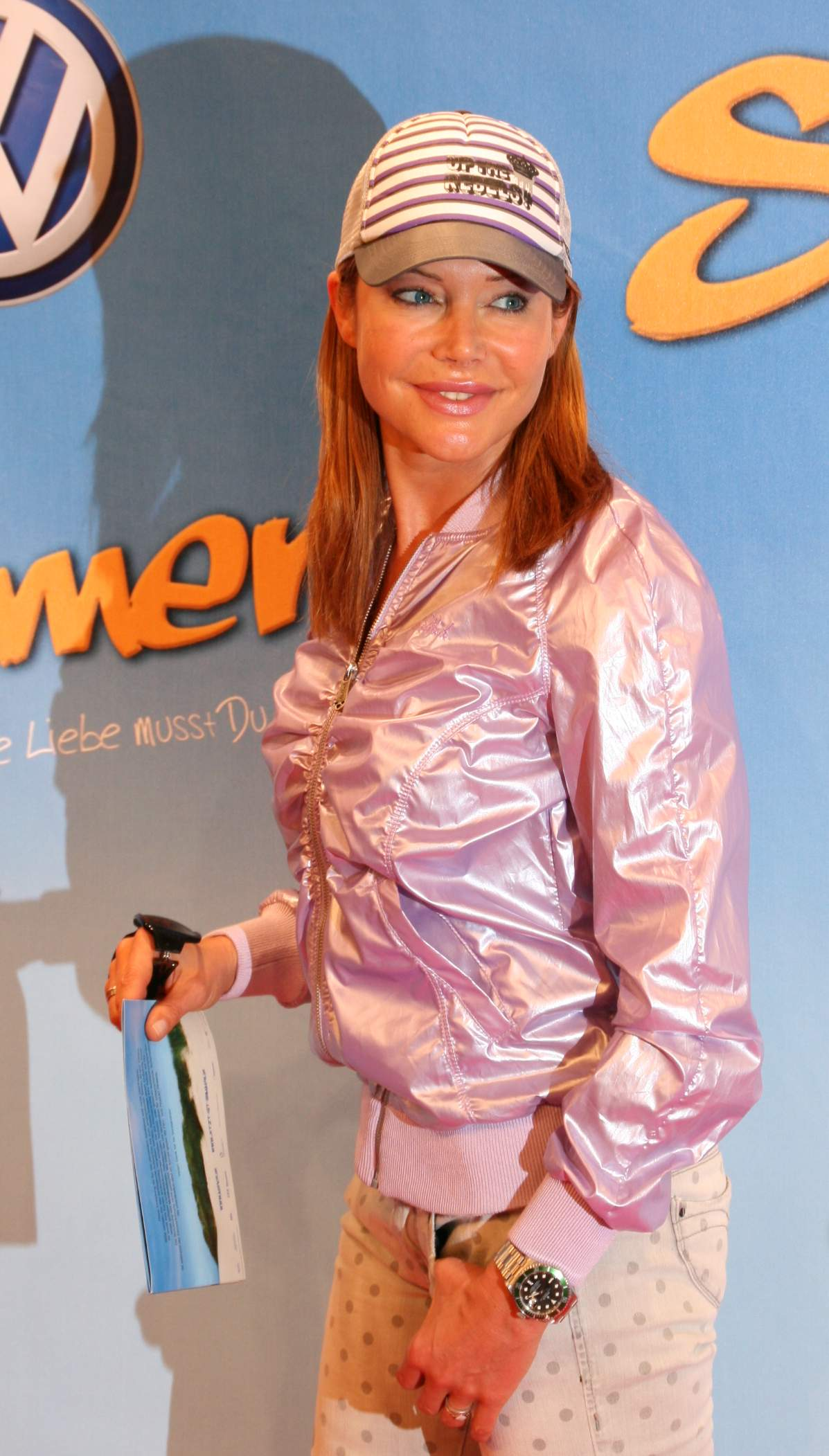
Doreen Dietel (* 1974)

- Dietel, Erich (1912–1991), deutscher Fußballtrainer
- Dietel, Erwin (1913–1997), deutscher Jurist und Kommunalpolitiker
- Dietel, Hanns (1905–1987), deutscher Gynäkologe und Geburtshelfer
- Dietel, Heinrich Gotthold (1839–1911), deutscher Unternehmer und Mäzen
- Dietel, Karl (1912–1996), deutscher Kreisheimatpfleger des Landkreises Münchberg, Chronist und Heimatforscher im Fichtelgebirge
- Dietel, Karl Clauss (1934–2022), deutscher Form- und Produktgestalter
- Dietel, Manfred (* 1948), deutscher Pathologe
- Dietel, Marc (* 1966), deutscher Künstler
- Dietel, Paul (1860–1947), deutscher Mykologe und Lehrer
- Dietel, Rainer (1937–2021), deutscher Nordischer Kombinierer
- Dietel, Reinhard (1876–1959), deutscher Politiker (DDP) und Mitglied des Sächsischen Landtages
- Dietel, Theodor von (1830–1900), deutscher Parlamentarier und Verwaltungsbeamter im Fürstentum Reuß älterer Linie
- Dietel, Woldemar von (1861–1928), deutscher Parlamentarier und Verwaltungsbeamter im Fürstentum Reuß älterer Linie
- Dietelbach, Gottlob August (1806–1870), deutscher Medailleur und Graveur
- Dietelbach, Rudolf (1847–1917), deutscher Bildhauer
- Dietelmair, Johann Augustin (1717–1785), deutscher evangelischer Theologe, Geistlicher und Hochschullehrer
- Dietenberger, Johann († 1537), deutscher Theologe
- Dieter von Vestervig, deutscher Missionar
- Dieter, Erich (1896–1960), deutscher Politiker (SPD), MdA
- Dieter, Fritz (1931–2002), deutscher Architekt
- Dieter, Gerhard (1933–2013), deutscher Boxer und Boxtrainer
- Dieter, Hans (1881–1968), deutscher Landschaftsmaler des Impressionismus und Dichter
- Dieter, Hans-Heinrich (* 1947), deutscher General
- Dieter, Hermann H. (* 1945), deutscher Toxikologe
- Dieter, Horst (1930–2001), deutscher Althistoriker
- Dieter, Jean Baptiste (1903–1955), deutscher Ordensgeistlicher, Missionar und Bischof in Ozeanien
- Dieter, Jürgen (* 1955), deutscher Politiker (SPD), MdL
- Dieter, Karl (1903–1956), deutscher Kriminalrat und Kommandant des Jugendkonzentrationslagers Moringen
- Dieter, Rolf, deutscher Basketballnationalspieler
- Dieter, Theodor (* 1951), deutscher evangelischer Theologe
- Dieteren, Jan (* 1993), deutscher Radrennfahrer
- Dieterich, Albrecht (1866–1908), deutscher Klassischer Philologe und Religionswissenschaftler
- Dieterich, Andreas (1717–1778), deutscher Ordensgeistlicher und Kirchenmusiker
- Dieterich, Anton (1908–2002), deutscher Publizist und Hispanist
- Dieterich, Eugen (1840–1904), deutscher Chemiker und Unternehmer
- Dieterich, Ferdinand (1928–2006), deutscher Hochschullehrer, Chirurg und Urologe
- Dieterich, Gunther (* 1959), deutscher Jurist und Richter am Bundesverwaltungsgericht
- Dieterich, Hans-Helmut (* 1945), deutscher Jurist und Kommunalpolitiker sowie Lokalhistoriker
- Dieterich, Hartmut (1931–2020), deutscher Rechtswissenschaftler für das Bau- und Bodenrecht, Hochschullehrer
- Dieterich, Heinz (* 1943), deutscher Soziologe und Autor
- Dieterich, Holger V. O. (* 1948), deutscher Gynäkologe, Senologe und Brust-Chirurg
- Dieterich, Johann Christian (1722–1800), deutscher Buchhändler und Verleger
- Dieterich, Johann Friedrich (1787–1846), deutscher Maler
- Dieterich, Julius (1864–1952), deutscher Archivar
- Dieterich, Karl (1869–1935), deutscher Byzantinist und Neogräzist
- Dieterich, Konrad (1575–1639), deutscher evangelischer Theologe und Pädagogiarch
- Dieterich, Kurt (1898–1968), deutscher Ingenieur, Fabrikdirektor und Senator (Bayern)
- Dieterich, Ludwig (1819–1895), preußischer Generalleutnant
- Dieterich, Michael (* 1942), deutscher Pädagoge, Professor für Erziehungswissenschaften, Sozialpädagogik und Psychotherapie
- Dieterich, Rainer (* 1943), deutscher Psychologe
- Dieterich, Sascha (* 1972), deutscher Sportfunktionär und Rechtsanwalt
- Dieterich, Thomas (1934–2016), deutscher Jurist; Richter des Bundesverfassungsgerichts und Präsident des Bundesarbeitsgerichts
- Dieterich, Veit (* 1974), deutscher Reiseverkehrskaufmann, Bundesvorsitzender der Sozialistischen Jugend Deutschlands – Die Falken
- Dieterich, Victor (1879–1971), deutscher Forstwissenschaftler sowie Hochschullehrer
- Dieterich, William H. (1876–1940), US-amerikanischer Politiker
- Dieterichs, August Leonhard Heinrich (1785–1868), deutscher Verwaltungsbeamter und Königlich Hannoverscher Oberamtmann
- Dieterichs, Carl (1799–1884), deutscher Gutsbesitzer und Politiker
- Dieterichs, Friedrich Wilhelm (1702–1782), deutscher Architekt, Ingenieur, und Baubeamter
- Dieterichs, Georg (1826–1903), deutscher Finanzminister, Polizeidirektor, Kreishauptmann und Landrat
- Dieterichs, Joachim Friedrich Christian (1792–1858), deutscher Tierarzt
- Dieterichs, Reinhard (1653–1724), deutscher Jurist und Autor, Bürgermeister von Uelzen
- Dieterici, Carl Friedrich (1790–1859), deutscher Statistiker und Nationalökonom
- Dieterici, Conrad (1858–1929), deutscher Physiker, Hochschullehrer und Rektor der Universität Kiel
- Dieterici, Friedrich Heinrich (1821–1903), deutscher Orientalist
- Dieterle, Bettina (* 1965), Schweizer Schauspielerin und KabarettistinBettina Dieterle (* 1965)

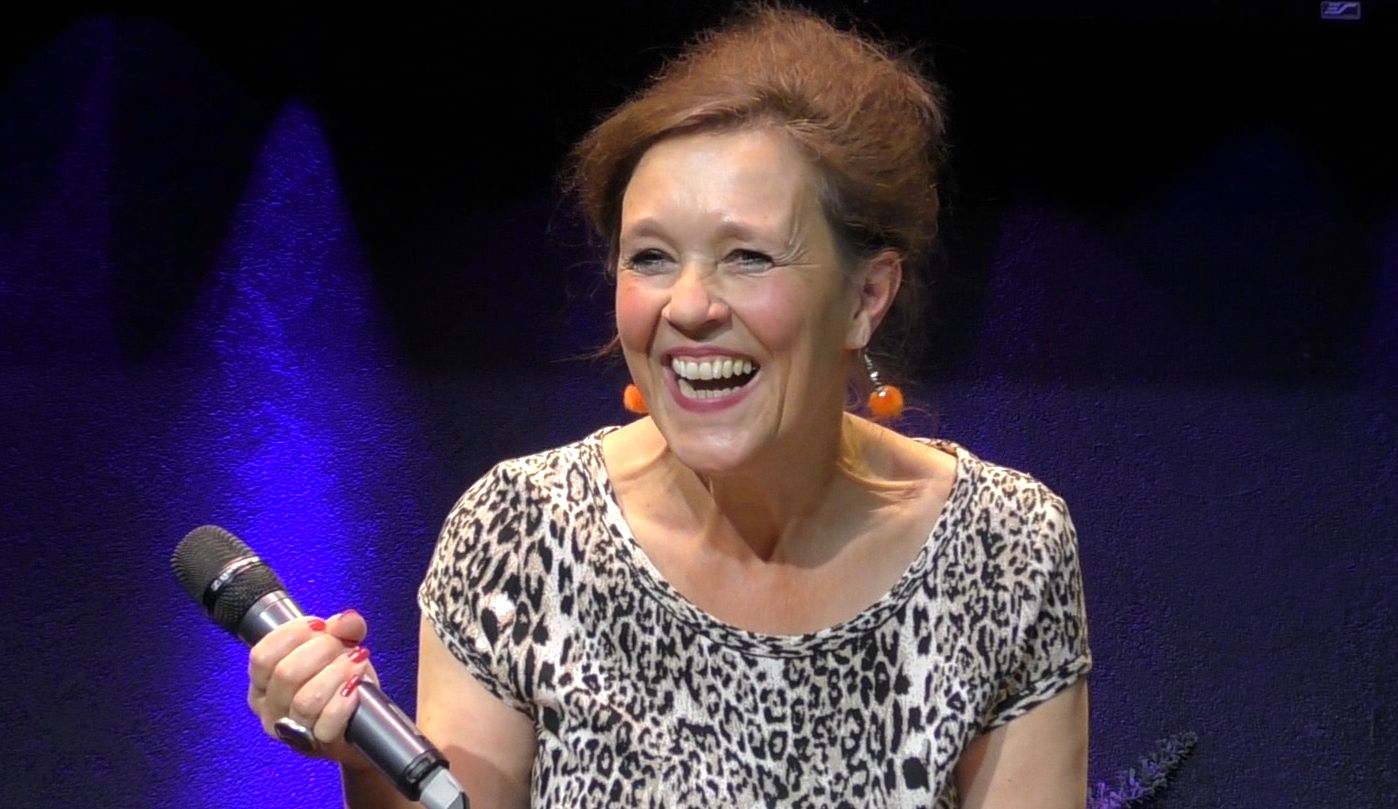
Bettina Dieterle (* 1965)

- Dieterle, Hugo (1881–1952), deutscher Apotheker und Lebensmittelchemiker
- Dieterle, Ilia (* 1937), deutsche Hochspringerin
- Dieterle, Jonas (1845–1926), deutscher katholischer Geistlicher und Politiker (Zentrum)
- Dieterle, Peter (* 1935), deutscher Mediziner
- Dieterle, Rudolf (1851–1931), deutscher Unternehmer
- Dieterle, William (1893–1972), deutsch-amerikanischer Filmregisseur und Schauspieler
- Dieterlen, Fritz (1929–2017), deutscher Mammaloge
- Dieterlen, Germaine (1903–1999), französische Ethnologin
- Dieters, Jan (1901–1943), niederländischer Politiker und Widerstandskämpfer (CPN)
- Dietert, Conrad (1844–1906), deutscher Konteradmiral der Kaiserlichen Marine
- Dietert-Scheuer, Amke (* 1955), deutsche Politikerin (GRÜNE), MdB

### Dieth
- Dieth, Eugen (1893–1956), Schweizer Anglist, Phonetiker und Dialektologe
- Dieth, Markus (* 1967), Schweizer Politiker (Die Mitte)
- Dieth, Mathias (* 1964), deutscher Gitarrist und RechtsanwaltMathias Dieth (* 1964)

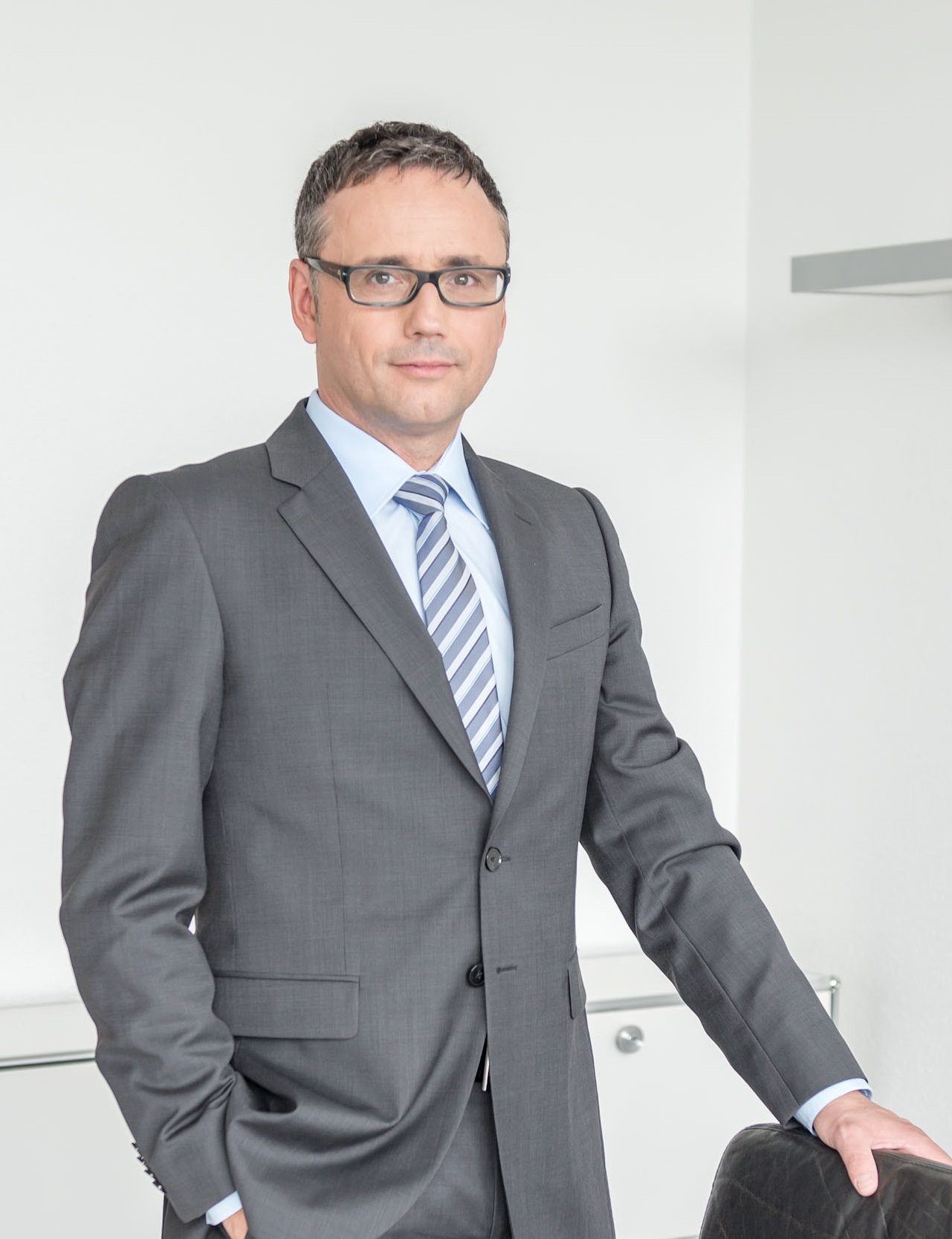
Mathias Dieth (* 1964)

- Diethard († 954), Bischof von Hildesheim
- Diethard († 1137), Bischof von Osnabrück (1119–1137)
- Diethart, Johannes (* 1942), österreichischer Byzantinist, Schriftsteller und Verleger
- Diethart, Roland (* 1973), österreichischer Skilangläufer und Trainer
- Diethart, Thomas (* 1992), österreichischer SkispringerThomas Diethart (* 1992)

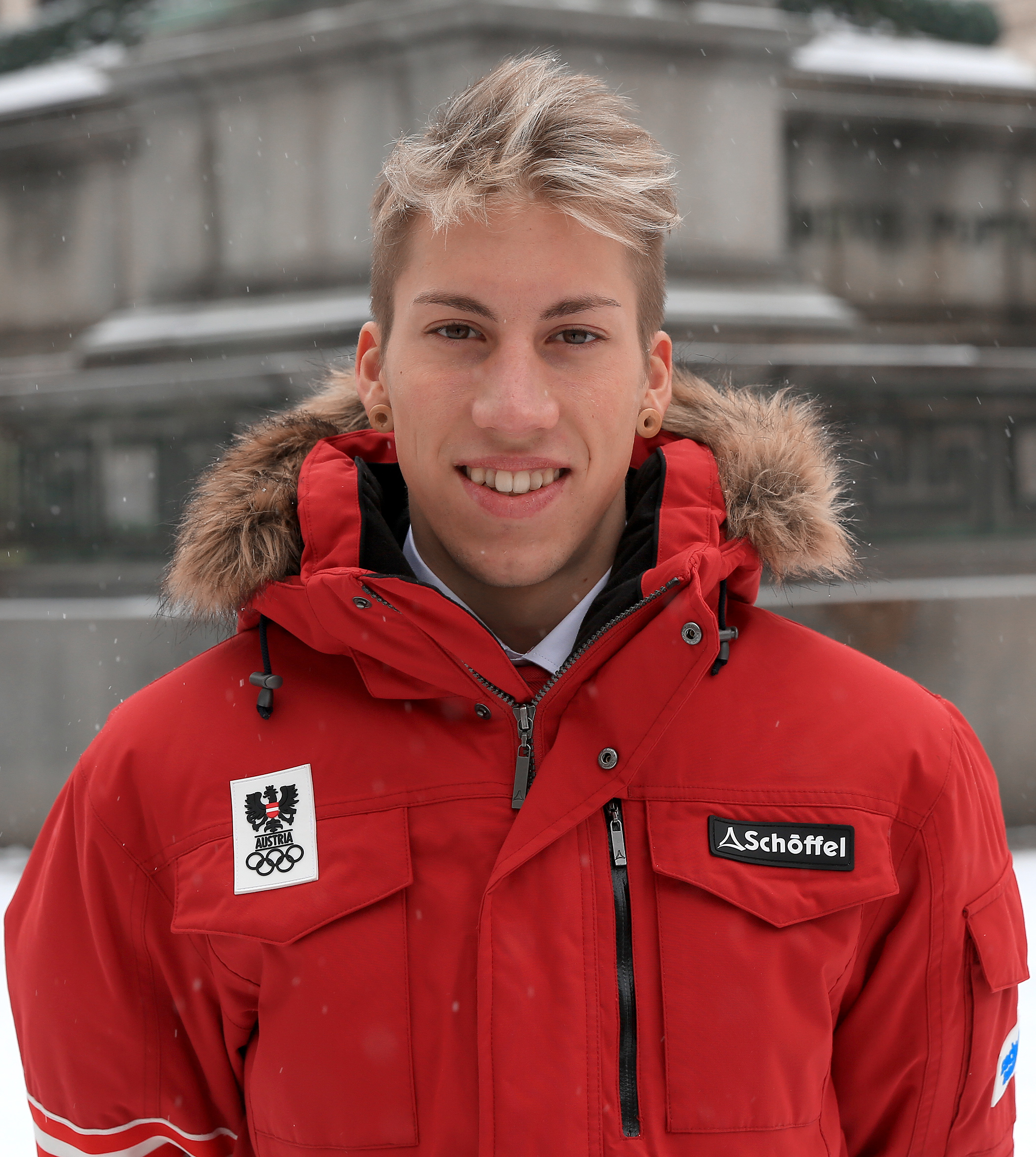
Thomas Diethart (* 1992)

- Diethe, Alfred (1836–1919), deutscher Maler und Illustrator
- Diethei, Paul (1925–1997), deutscher Politiker (CSU), MdL
- Diethelm Gerber, Heidi (* 1969), Schweizer Sportschützin
- Diethelm von Krenkingen († 1206), Bischof von Konstanz
- Diethelm, André (1896–1954), französischer Politiker, Mitglied der Nationalversammlung, Senator und Minister
- Diethelm, Barbara (* 1962), Schweizer Malerin, Zeichnerin und Künstlerfarbenproduzentin
- Diethelm, Bernhard (* 1983), Schweizer Politiker (parteilos; zuvor SVP)
- Diethelm, Caspar (1926–1997), Schweizer Komponist, Dirigent und Politiker
- Diethelm, Cornelia (* 1954), Schweizer Journalistin, Buchautorin und Musikerin
- Diethelm, Hans (* 1967), Schweizer Skilangläufer
- Diethelm, Heinrich (1905–1986), Schweizer Maler, Restaurator und Entwerfer
- Diethelm, Hermine (1915–1997), österreichische Filmeditorin
- Diethelm, Markus (* 1957), Schweizer Manager
- Diethelm, Michael (* 1985), Schweizer Fußballspieler
- Diethelm, Michele (* 1994), Schweizer Unihockeyspielerin
- Diethelm, Patrick (* 1964), Schweizer Koch
- Diethelm, Rolf (* 1939), Schweizer Eishockeyspieler und -trainer
- Diethelm, Roman (* 1980), Schweizer Eishockeyspieler
- Diethelm, Stephan (* 1965), Schweizer Musiker, Pädagoge und Konzert-Organisator
- Diethelm, Walter (1913–1986), Schweizer Grafikdesigner, Typograf, Illustrator und Autor.
- Diether IV. († 1245), Graf der Grafschaft Katzenelnbogen (1219–1245)
- Diether V. († 1276), Graf von Katzenelnbogen
- Diether VIII. (1340–1402), Graf der jüngeren Katzenelnbogischen Linie
- Diether von Nassau († 1307), Erzbischof von Trier
- Diether, Matthias (* 1974), deutscher Koch
- Dietherdt, Carl Johann Christoph von (1746–1809), preußischer Landrat
- Dietherdt, Philipp Georg von (1741–1807), preußischer Generalmajor, Staats-, Geheimer Etats- und Kriegsminister sowie dirigierender Minister auf Chef und Präses des Oberkriegskollegiums

### Dieti
- Dietisalvi di Speme, italienischer Maler

### Dietl
- Dietl, Albert (* 1959), deutscher Kunsthistoriker und Hochschullehrer
- Dietl, Annelies (* 1926), deutsche Schriftstellerin
- Dietl, Anton (1868–1945), tschechoslowakischer Politiker (DSAP)
- Dietl, Bo (* 1950), US-amerikanischer Detektiv, Unternehmer, Schauspieler und Schriftsteller
- Dietl, Cora (* 1967), deutsche Literaturhistorikerin
- Dietl, David (* 1979), deutscher Regisseur und Drehbuchautor
- Dietl, Eduard (1890–1944), deutscher Generaloberst im Zweiten WeltkriegEduard Dietl (1890–1944)

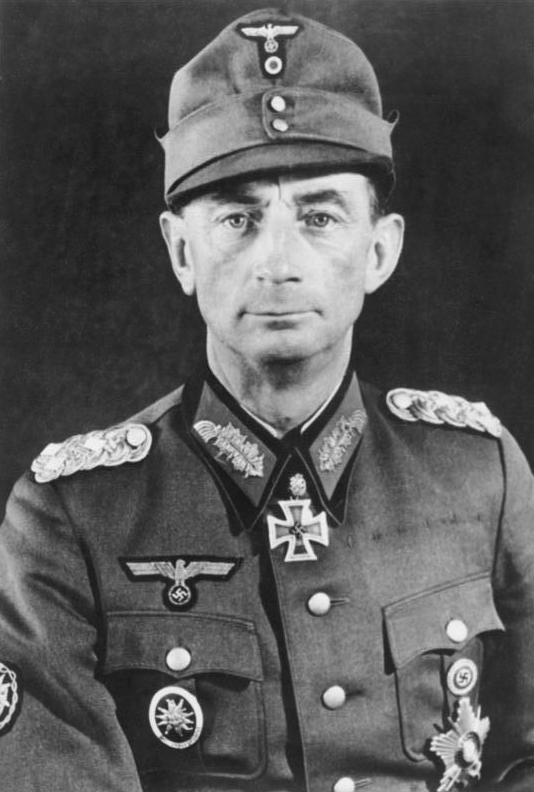
Eduard Dietl (1890–1944)

- Dietl, Erhard (* 1953), deutscher Kinderbuchautor, Zeichner, Liedermacher, Grafiker
- Dietl, Franz († 1949), deutscher Fußballspieler
- Dietl, Franz (1934–2024), deutscher römisch-katholischer Geistlicher, Weihbischof der Erzdiözese München und Freising
- Dietl, Georg Alois (1752–1809), deutscher Theologe, Jesuit und Hochschullehrer
- Dietl, Gerald (* 1960), tschechischer Basketballspieler
- Dietl, Hans (1894–1981), deutscher Politiker (SPD), MdL
- Dietl, Hans (1915–1977), italienischer Politiker (Südtirol), Mitglied der Camera dei deputati
- Dietl, Harald (1933–2022), deutscher Theater- und Filmschauspieler
- Dietl, Helmut (1944–2015), deutscher Filmregisseur und Drehbuchautor
- Dietl, Ignaz von (1811–1897), bayerischer Generalleutnant und Gouverneur von Ingolstadt
- Dietl, Jaroslav (1929–1985), tschechischer Drehbuchautor, Dramatiker und Dramaturg
- Dietl, Johannes (* 1948), deutscher Gynäkologe und Geburtshelfer
- Dietl, Joseph (1804–1878), polnisch-österreichischer Arzt, Hochschullehrer und Politiker, Rektor der Jagiellonen-Universität und Bürgermeister von Krakau
- Dietl, Karl (1813–1885), bayerischer Generalleutnant
- Dietl, Klaus Erika (* 1974), Maler und Medienkünstler
- Dietl, Monika, deutsche Radiomoderatorin
- Dietl, Peter (1942–1999), deutscher Politiker (PDS)
- Dietl, Ralph (* 1964), deutscher Historiker
- Dietl, Robert (1932–2010), österreichischer Schauspieler und Synchronsprecher
- Dietl, Rudolf (1892–1976), deutscher Politiker (NSDAP), MdR
- Dietl, Tamara (* 1964), deutsche Journalistin, Autorin und BeraterinTamara Dietl (* 1964)

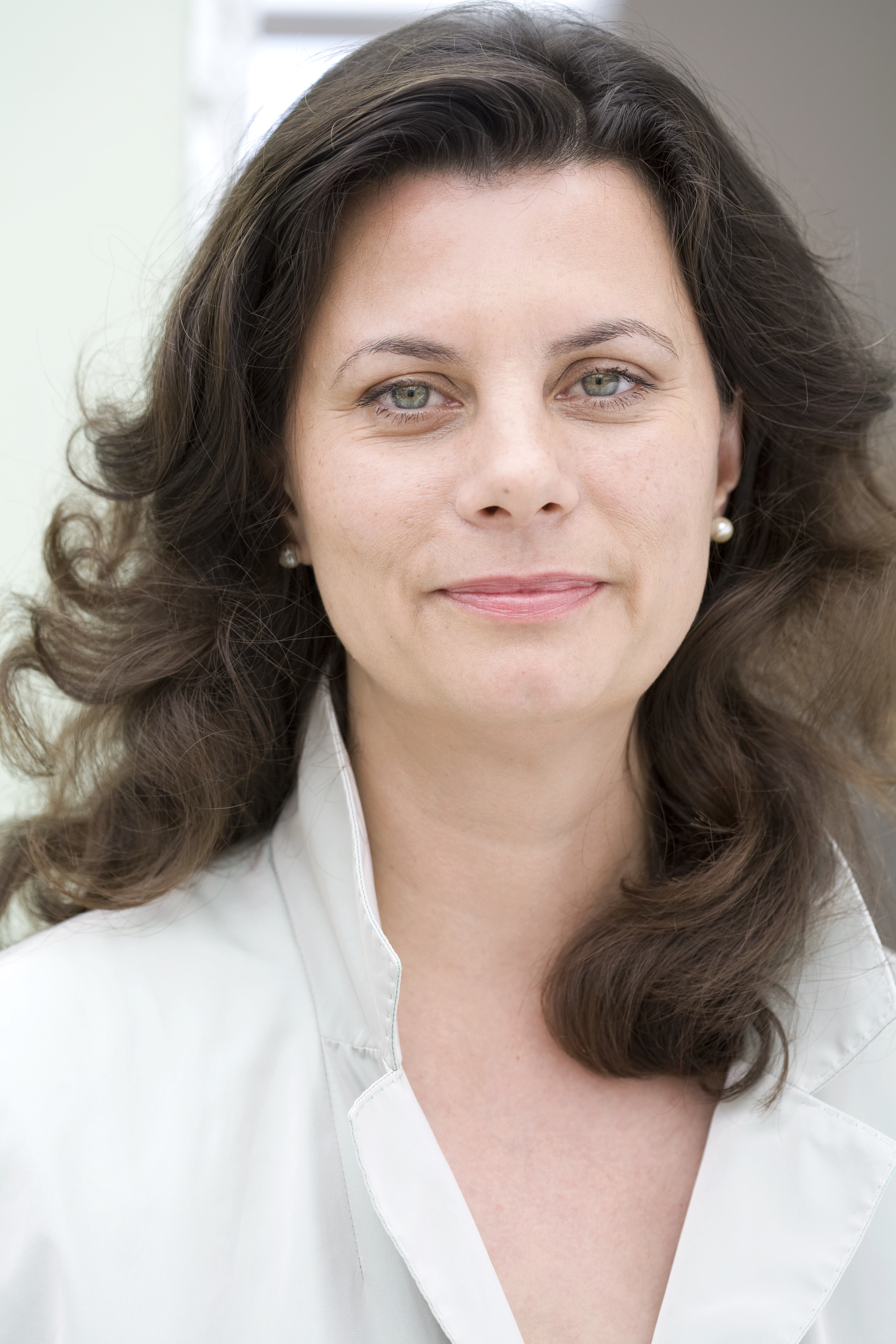
Tamara Dietl (* 1964)

- Dietl, Toni (* 1961), deutscher Karateka
- Dietl, Verena (* 1980), deutsche Kommunalpolitikerin, Bürgermeisterin in München (SPD)
- Dietl, Wilhelm (* 1955), deutscher Journalist und Geheimdienst-Experte
- Dietleb († 1181), Bischof von Olmütz
- Dietlein, Arthur von (1852–1917), preußischer Generalleutnant
- Dietlein, Ernst (1884–1954), evangelischer Theologe
- Dietlein, Felix (* 1990), deutscher Mathematiker und Wissenschaftler im Fach Medizin
- Dietlein, Johann (1903–1986), deutscher Politiker (BVP, CSU), MdL Bayern
- Dietlein, Johann Friedrich Wilhelm (1787–1837), deutscher Bauingenieur
- Dietlein, Johannes (* 1963), deutscher Rechtswissenschaftler
- Dietlein, Max (1884–1964), deutscher Chirurg
- Dietlein, Max Josef (1931–2013), deutscher Richter, Rechtswissenschaftler und Präsident des Verfassungsgerichtshofes NRW
- Dietler, Hermann (1839–1924), Schweizer Politiker (FDP)
- Dietler, Johann Friedrich (1804–1874), Schweizer Maler

### Dietm
- Dietmann, Alfred Karl (1925–1998), deutscher Maler
- Dietmann, Karl Gottlob (1721–1804), sächsischer evangelisch-lutherischer Pfarrer und Schriftsteller
- Dietmann, Michael (* 1968), deutscher Politiker (CDU), MdA
- Dietmann, Ulrike (* 1961), deutsche Autorin
- Dietmar der Setzer, Ritter und Spruchdichter
- Dietmar II. († 1041), Erzbischof von Salzburg
- Dietmar II., römisch-katholischer Geistlicher
- Dietmar von Aist, österreichischer Minnesänger
- Dietmar von Osnabrück († 1023), deutscher römisch-katholischer Bischof
- Dietmar von Stockhausen († 1211), Abt von Corvey
- Dietmar, Carl (* 1949), deutscher Journalist und Autor
- Dietmar, Johann Wilhelm (1671–1759), deutscher Rechtswissenschaftler
- Dietmar, Samantha (* 1978), deutsche Fotografin
- Dietmayr, Berthold (1670–1739), österreichischer Benediktinerabt und Politiker
- Dietmayr, Johann Georg (1605–1667), österreichischer Richter und Wiener Bürgermeister
- Dietmayr, Michael (* 1975), deutscher Liedermacher, Musikkabarettist und arbeitet in der KulturpädagogikMichael Dietmayr (* 1975)

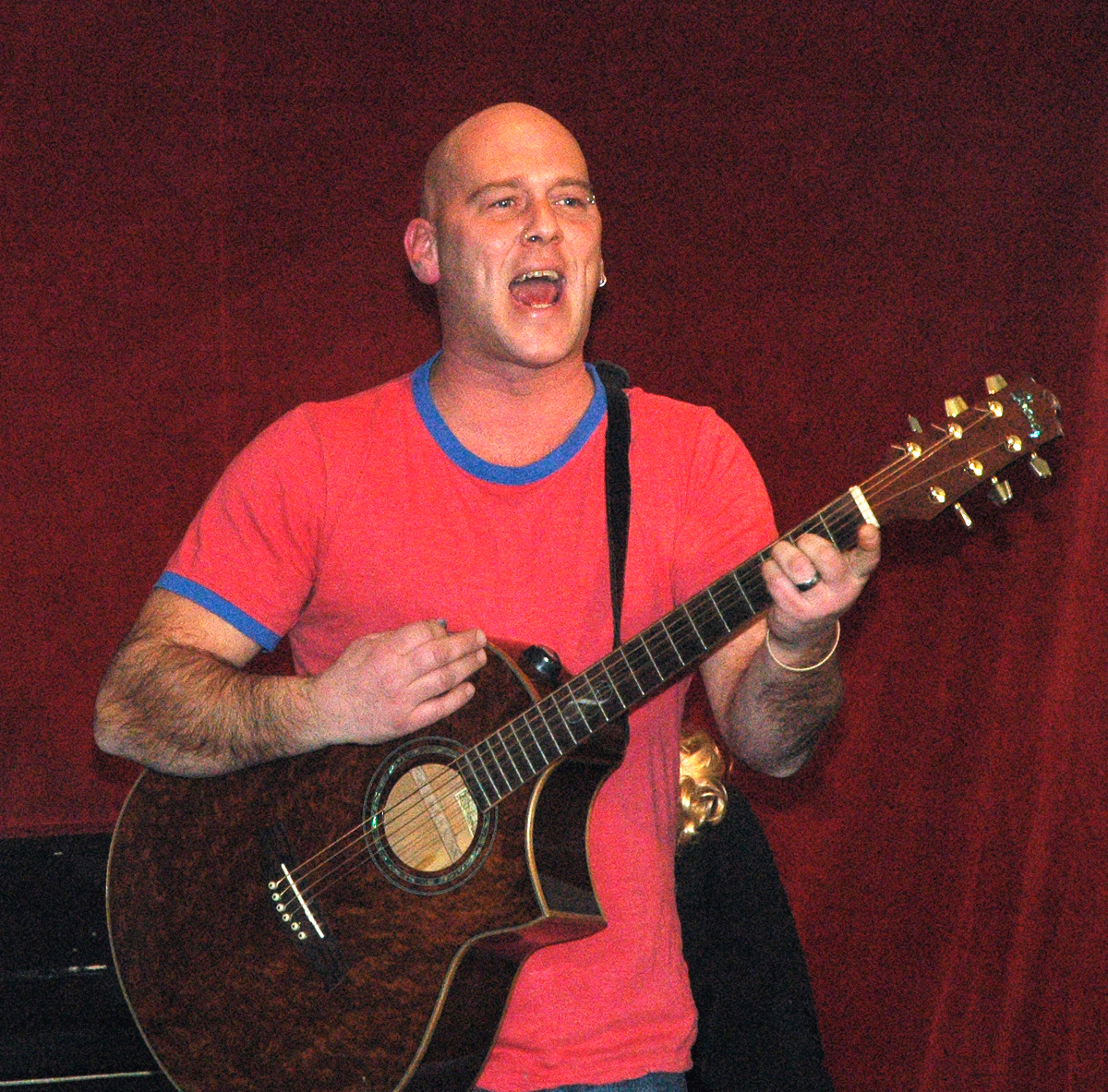
Michael Dietmayr (* 1975)

### Dietric

#### Dietrich
- Dietrich († 995), Pfalzgraf von Sachsen
- Dietrich († 1178), Stiftspropst von Berchtesgaden
- Dietrich († 1247), Dompropst zu Schwerin, Domherr zu Hamburg und Bischof des Bistums Schwerin (1240–1247)
- Dietrich, Bischof von Brandenburg
- Dietrich, Herzog von Polen (um 1033) aus dem Geschlecht der Piasten

###### Dietrich (
- Dietrich (II.), möglicherweise Graf von Kleve

###### Dietrich D
- Dietrich der Bedrängte (1162–1221), Markgraf von MeißenDietrich der Bedrängte (1162–1221)

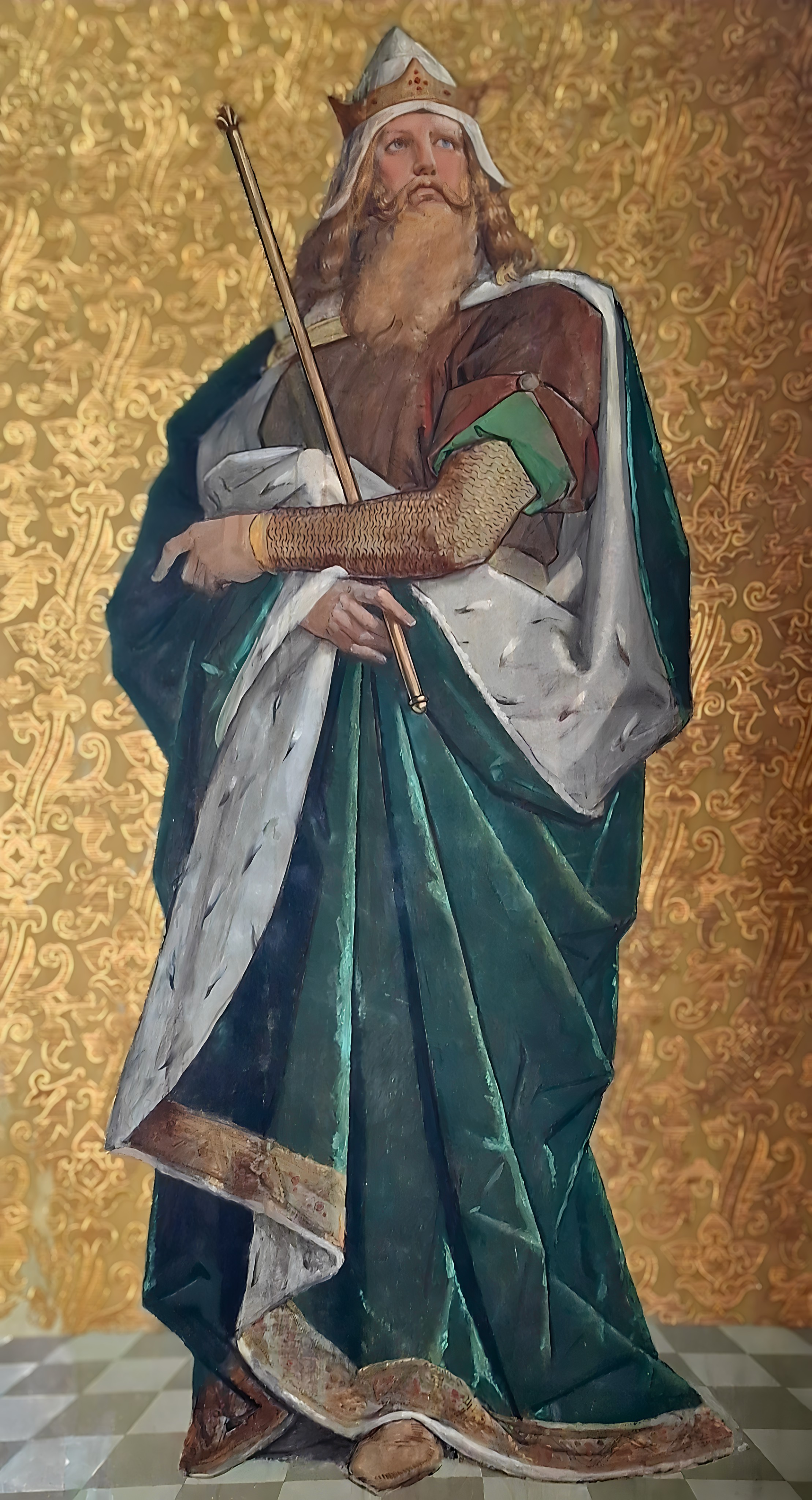
Dietrich der Bedrängte (1162–1221)

- Dietrich der Reiche, Bürger Wiens

###### Dietrich I
- Dietrich I., Ahnherr der Wettiner
- Dietrich I., erster Graf von Are
- Dietrich I., Graf in Friesland, Gründer der holländischen Grafenlinie
- Dietrich I. († 984), Bischof von Metz (964–984)
- Dietrich I. († 1022), deutscher römisch-katholischer Geistlicher; Bischof von Münster (1011–1022)
- Dietrich I. († 1142), Benediktinerabt
- Dietrich I., Graf von Wied
- Dietrich I., Graf von Bar, Herzog von Oberlothringen
- Dietrich I. († 1034), Markgraf der Lausitz
- Dietrich I. von Bilstein, Edelherr, Erbauer der Burg Bilstein
- Dietrich I. von der Mark (1336–1406), Administrator von Osnabrück und Herr von Dinslaken
- Dietrich I. von Hengebach, Erzbischof von Köln
- Dietrich I. von Katlenburg († 1056), erster Graf von Katlenburg
- Dietrich I. von Meißen, Bischof von Meißen (1024–1040)
- Dietrich I. von Naumburg († 1123), Bischof von Naumburg
- Dietrich I. von Volmerstein, Adliger
- Dietrich I./III., Graf von Kleve
- Dietrich II. († 988), Graf von (West-)Friesland
- Dietrich II., deutscher Benediktinerabt
- Dietrich II., Abt des Klosters Schlüchtern
- Dietrich II. († 1115), Herzog von Oberlothringen, Graf im Elsassgau und Vogt von Remiremont
- Dietrich II. († 1185), Markgraf der Niederlausitz und LandsbergDietrich II. († 1185)

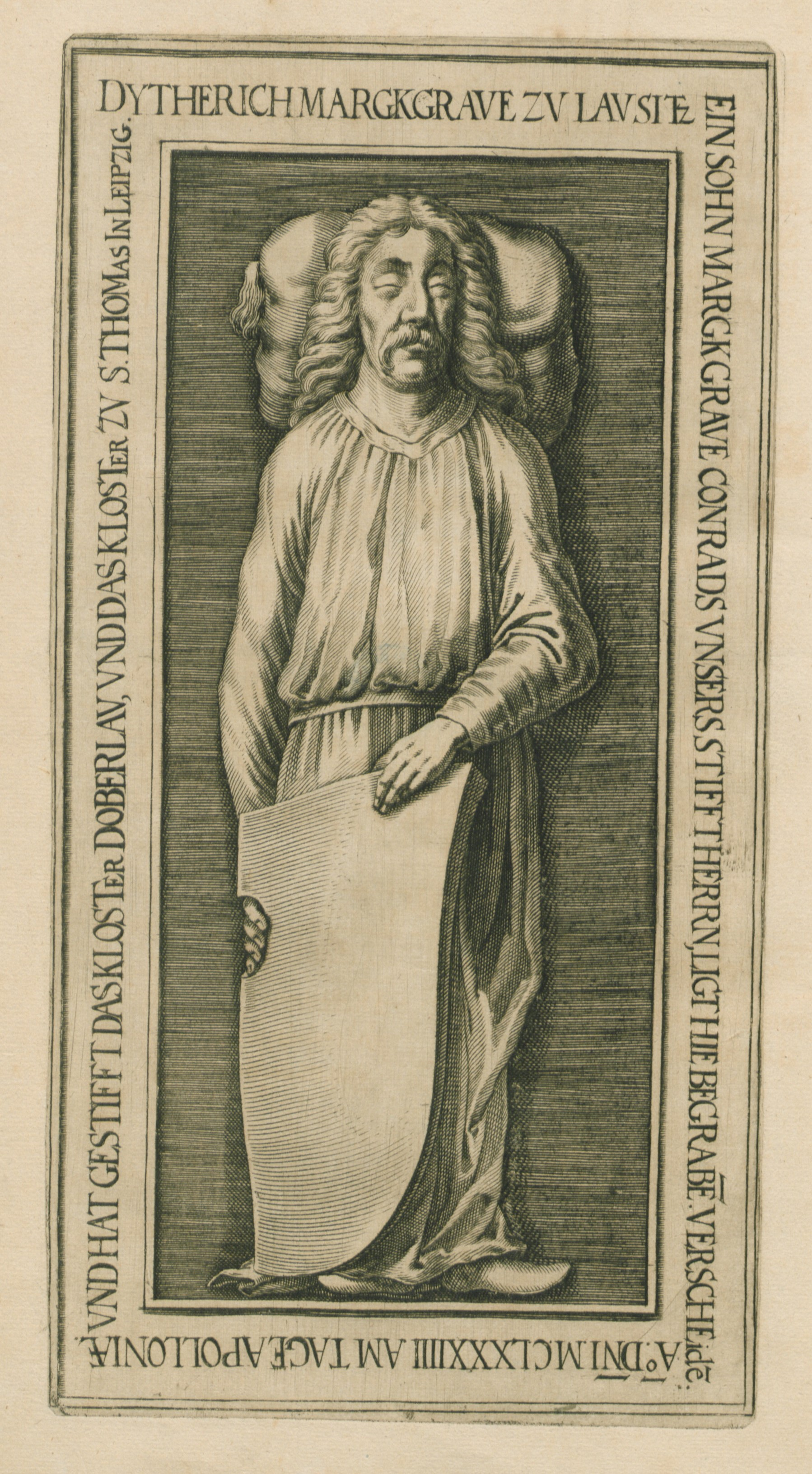
Dietrich II. († 1185)

- Dietrich II. († 1364), Reichsritter sowie Herr von Zuilen, Sweserengh, Westbroek und Anholt
- Dietrich II. von Ahr († 1212), Bischof von Utrecht
- Dietrich II. von der Mark (1374–1398), Graf von Mark-Altena
- Dietrich II. von Itter († 1321), deutscher römisch-katholischer Geistlicher; Bischof von Paderborn (1310–1321)
- Dietrich II. von Katlenburg († 1085), Graf von Katlenburg
- Dietrich II. von Kittlitz († 1208), Bischof von Meißen
- Dietrich II. von Limburg-Styrum, deutscher Adliger
- Dietrich II. von Luxemburg († 1047), Bischof von Metz
- Dietrich II. von Meißen († 1272), deutscher römisch-katholischer Geistlicher; Bischof von Naumburg (1243–1272)
- Dietrich II. von Minden († 1022), Bischof von Minden
- Dietrich II. von Montfaucon († 1190), Erzbischof von Besançon
- Dietrich II. von Münster († 1127), deutscher römisch-katholischer Geistlicher; Bischof von Münster (1118–1127)
- Dietrich II. von Volmerstein († 1324), Adliger
- Dietrich II./IV. († 1172), Graf von Kleve
- Dietrich III. († 1039), Graf von Holland (993–1039)Dietrich III. († 1039)

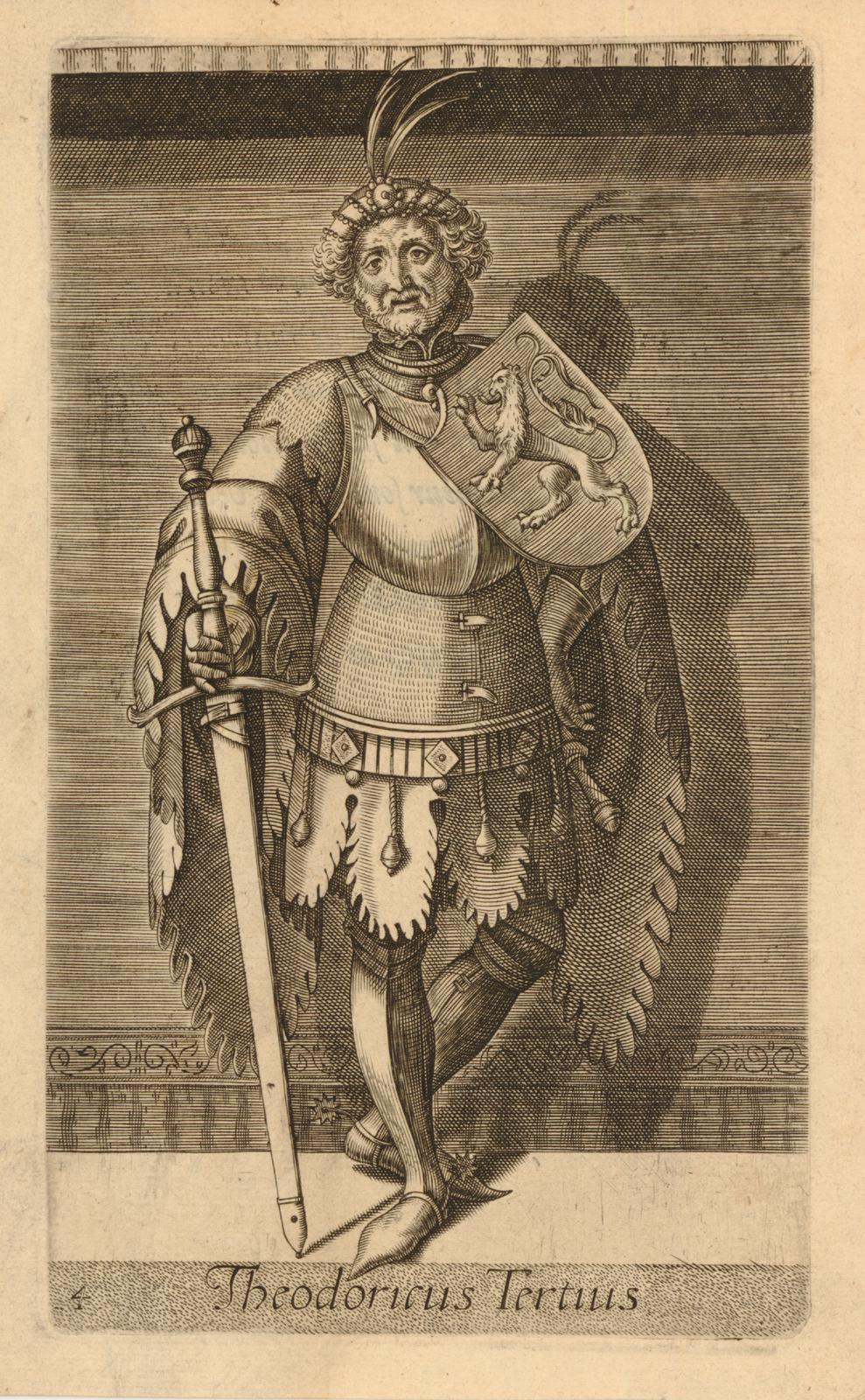
Dietrich III. († 1039)

- Dietrich III. von Bocksdorf († 1466), Bischof von Naumburg
- Dietrich III. von Isenberg, deutscher römisch-katholischer Geistlicher; Bischof von Münster (1218–1226)
- Dietrich III. von Katlenburg († 1106), Graf von Katlenburg
- Dietrich III. von Limburg († 1364), Graf von Limburg
- Dietrich III. von Schönberg († 1476), Bischof von Meißen (1463–1476)
- Dietrich III. von Volmerstein († 1350), Adliger
- Dietrich III./V., Graf von Kleve
- Dietrich IV. († 1049), Graf von Holland
- Dietrich IV. († 1307), Markgraf der Lausitz, Landgraf von Thüringen
- Dietrich IV., Herr von Runkel
- Dietrich IV. von Limburg († 1400), Graf von Limburg; Herr zu Broich
- Dietrich IV. von Lothringen († 1181), Bischof von Metz
- Dietrich IV. von Schönberg († 1492), Bischof von Naumburg
- Dietrich IV. von Volmerstein (1335–1396), Adliger
- Dietrich IV./VI. († 1260), Graf von KleveDietrich IV./VI. († 1260)

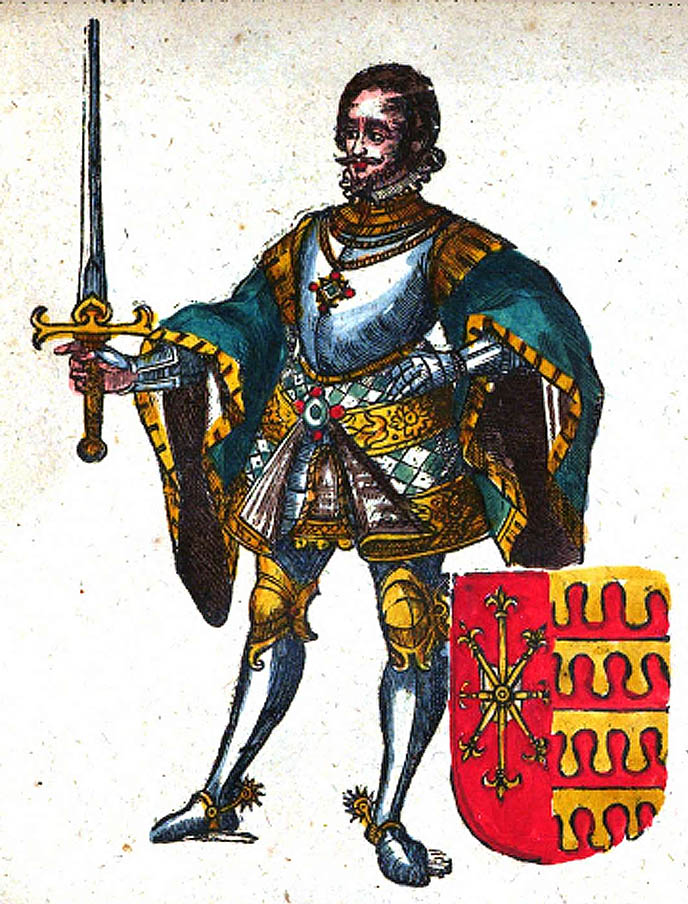
Dietrich IV./VI. († 1260)

###### Dietrich L
- Dietrich Luf I. († 1277), Graf von Saarbrücken
- Dietrich Luf II., Graf von Hülchrath und Herr von Tomburg
- Dietrich Luf III., Graf von Hülchrath

###### Dietrich P
- Dietrich primogenitus, Junggraf von Kleve

###### Dietrich S
- Dietrich Schenk von Erbach (1390–1459), Erzbischof von Mainz (1434 bis 1459)

###### Dietrich V
- Dietrich V. (1053–1091), Graf von Holland
- Dietrich V. von Broich († 1372), deutscher Adliger
- Dietrich V. von Limburg-Broich (1387–1444), Graf von Limburg, Herr zu Broich
- Dietrich V./VII. († 1275), Graf von Kleve
- Dietrich VI. († 1157), Graf von Holland
- Dietrich VI. von Limburg-Broich († 1478), Graf von Limburg
- Dietrich VI./VIII. († 1305), Graf von Kleve
- Dietrich VII. († 1203), Graf von Holland
- Dietrich VII./IX. († 1347), Graf von Kleve
- Dietrich von Albeck († 1194), Bischof von Gurk
- Dietrich von Altena-Isenberg, Sohn und Nachfolger von Graf Friedrich von Isenberg
- Dietrich von Altenburg († 1341), Hochmeister des Deutschen Ordens
- Dietrich von Anhalt-Dessau (1702–1769), Regent von Anhalt-Dessau (1751–1758)
- Dietrich von Apolda, Dominikaner, Verfasser von Heiligenbiografien
- Dietrich von Deidesheim, deutscher Kleriker
- Dietrich von der Glesse, Spruchdichter und Minnesänger des Mittelalters
- Dietrich von Dorneburg († 1285), Domherr in Münster
- Dietrich von Elsass († 1168), Graf von Flandern (1128–1168)Dietrich von Elsass († 1168)

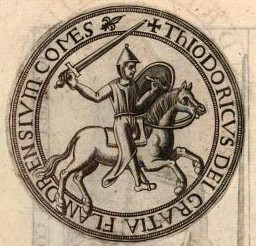
Dietrich von Elsass († 1168)

- Dietrich von Enschede († 1361), Domherr in Münster und Paderborn
- Dietrich von Enschede († 1390), Domdechant in Münster
- Dietrich von Freiberg, Philosoph, Theologe und Physiker
- Dietrich von Haldensleben († 985), Markgraf der Nordmark
- Dietrich von Hardenberg (1465–1526), Bischof von Brandenburg
- Dietrich von Hohenstein, katholischer Priester, Benediktiner und Abt des Klosters Murrhardt
- Dietrich von Homburg († 1225), Bischof von Würzburg
- Dietrich von Hopfgarten, deutscher Dichter
- Dietrich von Horne († 1402), deutscher römisch-katholischer Bischof
- Dietrich von Klattau († 1387), Elekt und Bischof von Breslau
- Dietrich von Kothe († 1365), Bischof von Brandenburg
- Dietrich von Landsberg (1242–1285), deutscher Adliger
- Dietrich von Marburg († 1278), Bischof von Gurk
- Dietrich von Moers († 1463), deutscher römisch-katholischer Geistlicher, Erzbischof von KölnDietrich II. von Moers († 1463)

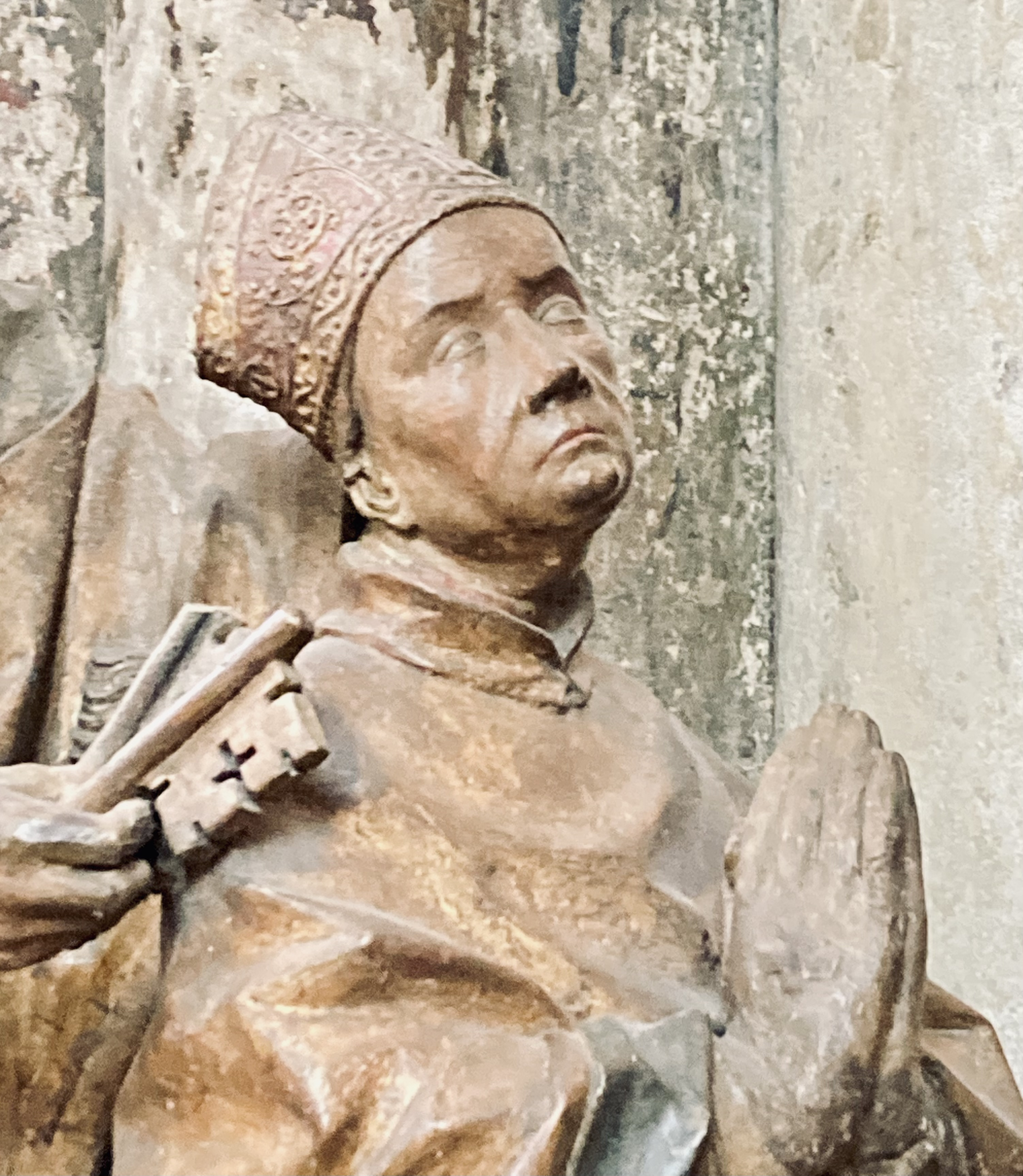
Dietrich II. von Moers († 1463)

- Dietrich von Mousson, Graf von Mousson, Altkirch, Pfirt, Mömpelgard, Verdun und Bar
- Dietrich von Nieheim († 1418), Historiker an der Kurie in Rom und deutscher Vertreter beim Konzil von Konstanz
- Dietrich von Oldenburg (1390–1440), Graf von Oldenburg
- Dietrich von Orgue, Herr von Arsuf
- Dietrich von Plieningen (1453–1520), deutscher Jurist, Doktor im Zivilrecht, gelehrter Rat, Ritter und Humanist
- Dietrich von Regenstein, deutscher Domherr und Kämmerer
- Dietrich von Rhemen, Domherr in Münster
- Dietrich von Rhemen, Domherr in Münster und bischöflicher Prokurator
- Dietrich von Runst († 1417), Fürstabt von Corvey
- Dietrich von Schönberg, Bischof von Meißen
- Dietrich von Stechow († 1472), Bischof von Brandenburg (1459–1472)
- Dietrich von Sümmern († 1377), Domherr in Münster
- Dietrich von Termonde († 1206), Herr von Adelon
- Dietrich von Waldeck († 1355), Dompropst im Bistum Münster
- Dietrich von Werben, Graf von Werben und Askanier
- Dietrich von Wissel, Titularbischof von Athyra und Weihbischof in Münster
- Dietrich von Wittingen († 1360), Domherr zu Dorpat und Lübeck
- Dietrich von Zengg, Autor der Prophezeiung im kroatischen Zengg

##### Dietrich,
- Dietrich, Adam (1711–1782), deutscher Botaniker
- Dietrich, Adelheid (1827–1891), deutsche Blumenmalerin
- Dietrich, Adolf (1877–1957), Schweizer Maler
- Dietrich, Albert (1829–1908), deutscher Komponist
- Dietrich, Albert (1873–1961), deutscher Pathologe
- Dietrich, Albert (1908–1979), deutscher Violinist, Bratschist und Musikpädagoge
- Dietrich, Albert (1912–2015), deutscher Arabist
- Dietrich, Albert de (1861–1956), französischer Ingenieur, Unternehmer, Maler, Schriftsteller und Sammler
- Dietrich, Albert Gottfried (1795–1856), deutscher Botaniker
- Dietrich, Alexander (* 1975), deutscher Politiker (CSU)
- Dietrich, Alexander (* 1983), deutscher Robotiker
- Dietrich, Alfred (1843–1898), deutscher Schiffbauingenieur
- Dietrich, Alois (1792–1832), deutscher Bierbrauer, Gutsbesitzer und Politiker
- Dietrich, Alois (1860–1938), österreichischer Politiker (CSP), Landtagsabgeordneter zum Vorarlberger Landtag
- Dietrich, Amalie (1821–1891), deutsche Botanikerin und ZoologinAmalie Dietrich (1821–1891)

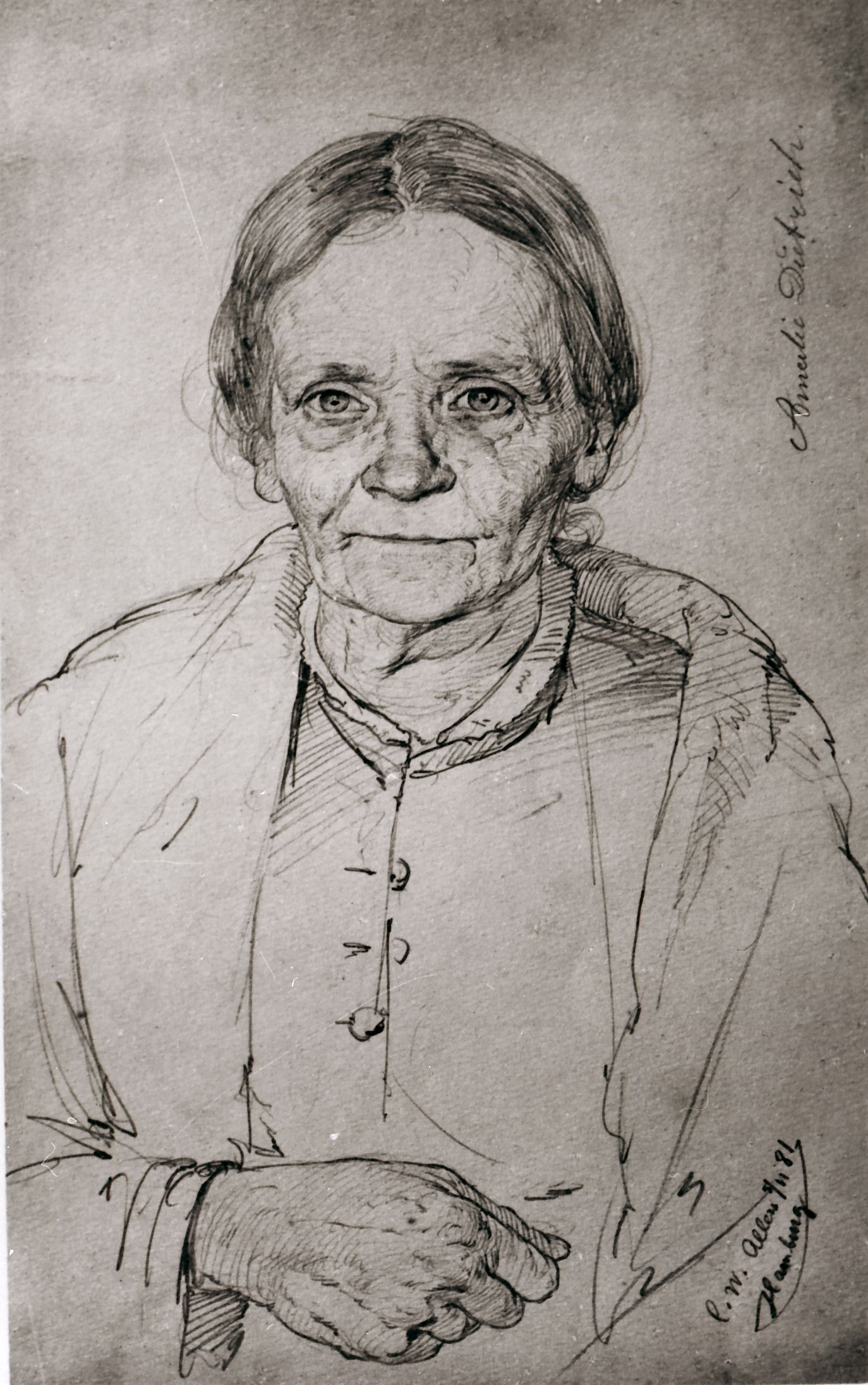
Amalie Dietrich (1821–1891)

- Dietrich, Andreas (* 1964), Schweizer Journalist
- Dietrich, Anne (* 1980), deutsch-schweizerische Bobfahrerin
- Dietrich, Anni (1937–2017), deutsche Porzellanmalerin und Dekorgestalterin
- Dietrich, Anton (1833–1904), deutscher Maler
- Dietrich, Anton (1943–2004), deutscher Politiker (CSU), MdL und Landrat
- Dietrich, Antonia (1900–1975), deutsche Theaterschauspielerin
- Dietrich, Armin (1928–2017), deutscher Architekt
- Dietrich, Arthur (1875–1932), Oberbürgermeister in Naumburg (Saale)
- Dietrich, August Heinrich (1820–1897), deutsch-baltischer Gartenarchitekt und Mykologe
- Dietrich, Axel (1944–2017), deutscher Schauspieler und Theaterregisseur
- Dietrich, Balthasar († 1595), evangelischer Pfarrer
- Dietrich, Barbara (1680–1704), deutsches Hexenprozess-Opfer
- Dietrich, Benjamin (1910–1981), deutscher Journalist und NDPD-Funktionär
- Dietrich, Bernd Caspar (* 1957), deutscher Maler, Konzeptkünstler und Ausstellungsmacher
- Dietrich, Bernhard (1896–1965), deutscher Wirtschaftsfunktionär
- Dietrich, Bernhard Traugott (1840–1902), deutscher Chorleiter, Sänger und Komponist
- Dietrich, Brandon (* 1978), kanadischer Eishockeyspieler
- Dietrich, Brigitte (* 1965), Schweizer Jazzmusikerin (Piano, Komposition, Arrangements)
- Dietrich, Bruno (* 1939), deutscher Schauspieler
- Dietrich, Bürger Lars (* 1973), deutscher Musiker, Rapper, Komiker, Schauspieler und TänzerBürger Lars Dietrich (* 1973)

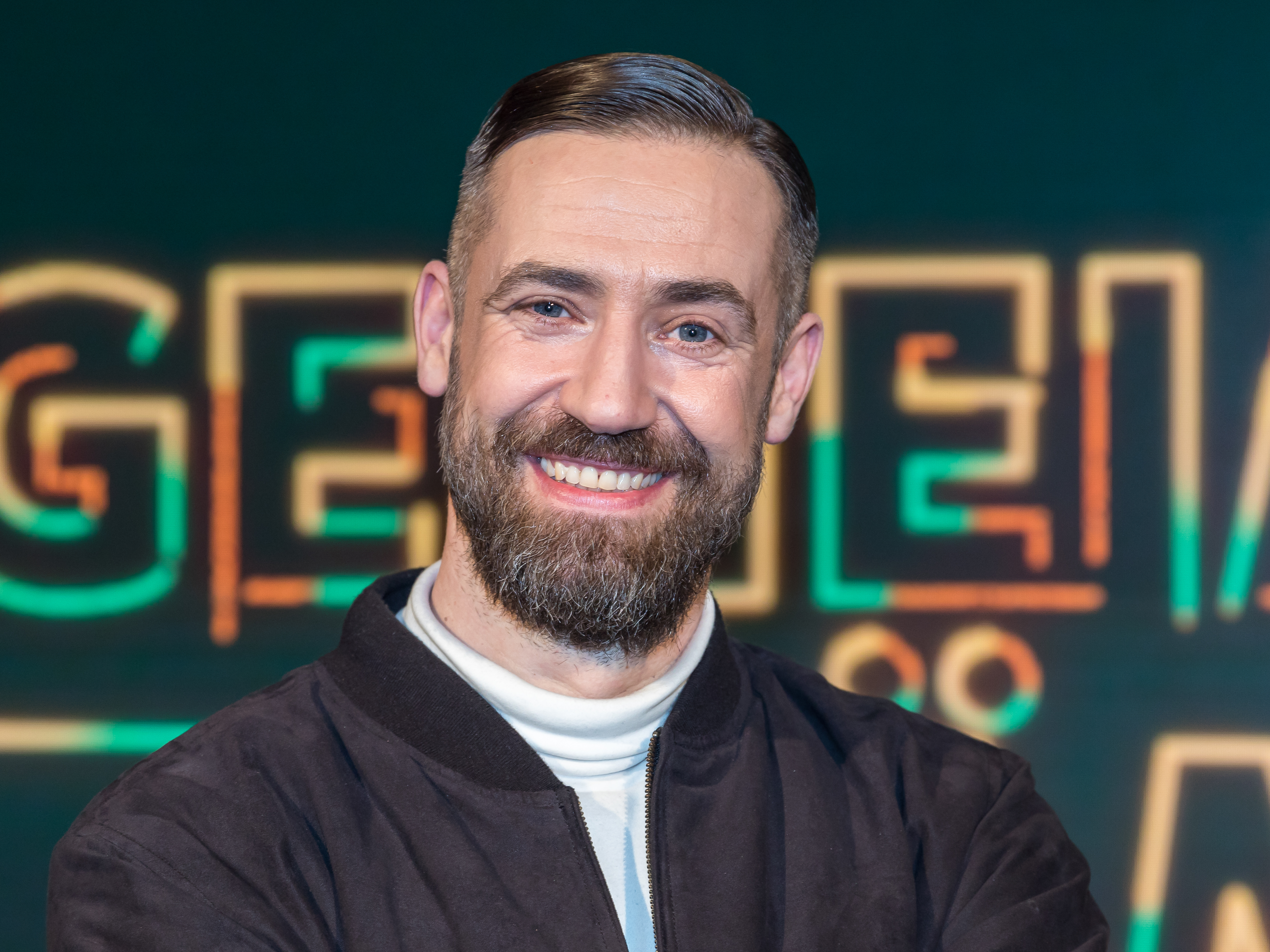
Bürger Lars Dietrich (* 1973)

- Dietrich, Carl Anton (1787–1826), bayerischer Bierbrauer, Gutsbesitzer und Politiker
- Dietrich, Carl Benjamin (1791–1864), deutscher evangelischer Pfarrer und Chronist
- Dietrich, Carolin (* 1985), deutsche Hürdenläuferin
- Dietrich, Carolin (* 1994), deutsche Schauspielerin
- Dietrich, Charles E. (1889–1942), US-amerikanischer Politiker
- Dietrich, Charles Henry (1853–1924), US-amerikanischer Politiker
- Dietrich, Charlotte (1887–1976), deutsche Sozialpädagogin
- Dietrich, Charlotte (1935–2017), deutsche Künstlerin
- Dietrich, Christian (1844–1919), deutscher Geistlicher, Leiter des schwäbischen Altpietismus
- Dietrich, Christian (1869–1954), deutscher Arbeiter und Politiker (SPD, USPD)
- Dietrich, Christian (* 1965), deutscher Pfarrer und DDR-Bürgerrechtler
- Dietrich, Christian Karl (1774–1848), preußischer Generalmajor
- Dietrich, Christian Wilhelm Ernst (1712–1774), deutscher Maler und Kupferstecher
- Dietrich, Christina (* 1984), deutsche Journalistin und Moderatorin
- Dietrich, Christoph (* 1954), deutscher Hörspielregisseur
- Dietrich, Daniel Christoph († 1772), österreichischer Baumeister des Barock
- Dietrich, David Nathaniel Friedrich (1799–1888), deutscher Botaniker und Gärtner
- Dietrich, Dominikus (1620–1692), Ammeister von Straßburg
- Dietrich, Dominikus (1871–1951), österreichischer Ordensgeistlicher (Prämonstratenser) und Abgeordneter zum Nationalrat
- Dietrich, Eckhart (1937–2023), deutscher Jurist, Richter am Kammergericht
- Dietrich, Eduard (1860–1947), deutscher Arzt und Medizinalbeamter in Preußen
- Dietrich, Emil (1844–1912), deutscher Bauingenieur, Baubeamter und Hochschullehrer
- Dietrich, Emil (1876–1933), deutscher Pädagoge und Politiker (Zentrum), MdL
- Dietrich, Eric (* 1985), deutscher Politiker (CDU)
- Dietrich, Ernst Ludwig (1897–1974), deutscher evangelischer Landesbischof von Nassau-Hessen
- Dietrich, Erwin C. (1930–2018), Schweizer Filmproduzent
- Dietrich, Eugène de (1844–1918), deutscher Industrieller und Politiker, MdR
- Dietrich, Ewald (* 1881), deutscher Politiker, MdL
- Dietrich, Ewald Christian Victorin (1785–1860), deutscher Militärarzt, Geburtshelfer und Schriftsteller
- Dietrich, Felix (1874–1938), deutscher Verleger
- Dietrich, Florian (* 1986), deutscher Filmregisseur und Drehbuchautor
- Dietrich, Frank (* 1959), deutscher Fußballspieler
- Dietrich, Frank (* 1965), deutscher Ruderer
- Dietrich, Frank (1966–2011), deutscher Politiker (DDR-CDU, CDU), MdV, MdL
- Dietrich, Franz (1810–1883), deutscher Orientalist und protestantischer Theologe
- Dietrich, Franz (1838–1890), deutscher Maler
- Dietrich, Franz Xaver (1882–1962), deutscher Maler
- Dietrich, Friedrich August Theodor (1817–1903), deutscher Bildhauer
- Dietrich, Friedrich Christoph (1779–1847), deutscher Lithograph und Kupferstecher
- Dietrich, Friedrich Gottlieb († 1850), deutscher Botaniker und Gartenarchitekt
- Dietrich, Friedrich von (1748–1793), französischer Naturwissenschaftler und zu Beginn der französischen Revolution Maire von Straßburg
- Dietrich, Fritz (1898–1948), österreichischer Polizeipräsident und SS-Führer
- Dietrich, Fritz (1905–1945), deutscher Komponist
- Dietrich, Fritz Georg (1870–1938), deutscher Schriftsteller, Schauspieler und Regisseur
- Dietrich, Georg (1888–1971), deutscher Politiker (SPD), MdR
- Dietrich, Georg (1909–1998), deutscher Jurist, Oberbürgermeister (SPD)
- Dietrich, Georg (1928–2022), deutscher Psychologe
- Dietrich, Gerd (* 1945), deutscher Historiker und Hochschullehrer in Berlin
- Dietrich, Gerhard (1927–1986), deutscher Pädagoge, Hochschullehrer und Gewerkschaftsfunktionär in der DDR
- Dietrich, Gerhard (1942–2024), deutscher Geräteturner
- Dietrich, Gunnar (* 1986), deutscher Handballspieler
- Dietrich, Günter (1911–1972), deutscher Ozeanograph
- Dietrich, Günter (* 1941), österreichischer ÖBB-Beamter und Politiker (SPÖ), Landtagsabgeordneter, Abgeordneter zum Nationalrat
- Dietrich, Gustav (1851–1940), deutscher Zimmerer und Verbandsfunktionär
- Dietrich, Gustav (1877–1972), deutscher Politiker (DDP/LDPD)
- Dietrich, Hans (1898–1945), deutscher Lehrer und Politiker (NSDAP), MdR
- Dietrich, Hans Albert (* 1886), deutscher Gynäkologe, Krankenhausleiter, Hochschullehrer und Fachautor
- Dietrich, Hans-Christian (1869–1950), deutscher Bankmanager und Hochschullehrer
- Dietrich, Heinrich (1907–1966), deutscher Landespolitiker (KPD), MdBB
- Dietrich, Heinrich Moritz (1818–1893), sächsischer Offizier
- Dietrich, Heinz (1927–2014), deutscher Sportfunktionär in der DDR
- Dietrich, Helene (* 1960), deutsche Fußballspielerin
- Dietrich, Helga (1940–2018), deutsche Biologin
- Dietrich, Helmut (1922–1986), deutscher Politiker (SED) und Präsident der Außenhandelsbank der DDR
- Dietrich, Helmut (* 1957), österreichischer Architekt
- Dietrich, Hermann (1856–1930), deutscher Politiker (DNVP), MdR
- Dietrich, Hermann (1879–1954), deutscher Politiker (DDP), MdRHermann Dietrich (1879–1954)

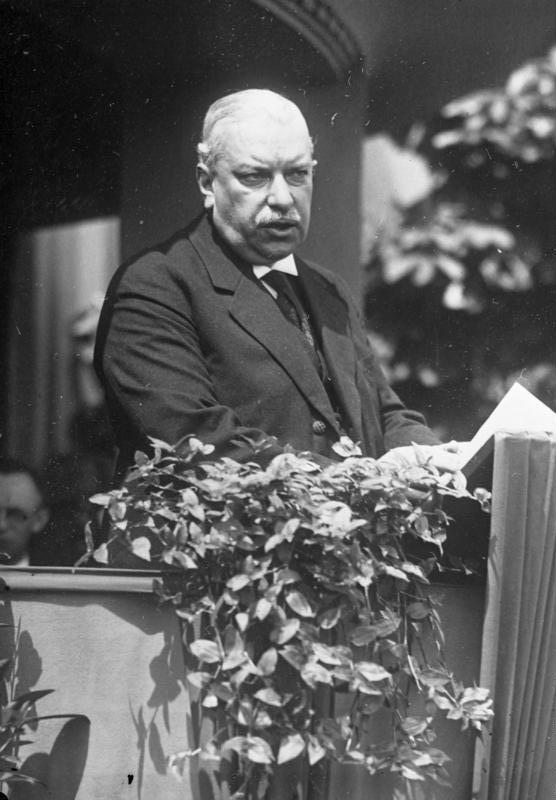
Hermann Dietrich (1879–1954)

- Dietrich, Holger (* 1961), deutscher Urologe und Medizinhistoriker
- Dietrich, Horst (1935–2014), deutscher bildender Künstler
- Dietrich, Hubert (1930–2006), österreichischer Maler und Restaurator
- Dietrich, Hugo (1896–1951), Rechtsanwalt und Notar, Hausjurist des Flick-Konzerns
- Dietrich, Inga (* 1969), deutsche Schauspielerin
- Dietrich, Ingrid (* 1944), deutsche Pädagogin und Hochschullehrerin
- Dietrich, Jackson (* 1996), deutscher Fußballspieler
- Dietrich, Jan (* 1974), deutscher Theologe
- Dietrich, Jan-Hendrik (* 1976), deutscher Jurist und Hochschullehrer
- Dietrich, Janine (* 1972), deutsche Tischtennisspielerin
- Dietrich, Jens (* 1965), deutscher Politiker (AfD), MdL
- Dietrich, Jens (* 1976), deutscher Dramaturg
- Dietrich, Johann (1716–1758), deutscher Orgelbauer
- Dietrich, Johann Friedrich (1753–1833), königlich-sächsischer Kommissionsrat, Amtmann und Schriftsteller
- Dietrich, Johannes (* 1985), deutscher Schwimmer
- Dietrich, Jörg (* 1978), deutscher Fotograf
- Dietrich, Jürgen (1935–2010), deutscher Rechtsanwalt, Bürgermeister der Stadt Lüdenscheid
- Dietrich, Kai, deutscher Wirtschafts- und Wissenschaftsjournalist
- Dietrich, Karl (1873–1953), deutscher Politiker (SPD)
- Dietrich, Karl (1899–1941), Landtagsabgeordneter Waldeck
- Dietrich, Karl (1927–2014), deutscher Komponist und Hochschullehrer
- Dietrich, Karl (1936–2007), Schweizer Verkehrsingenieur und Hochschullehrer
- Dietrich, Karl Wilhelm von (1811–1889), Advokat, Bürgermeister der Stadt Troppau, Abgeordneter im Schlesischen Landtag und Mitglied des österreichischen Reichsrates
- Dietrich, Kerstin (* 1984), deutsche Schauspielerin und SängerinKerstin Dietrich (* 1984)

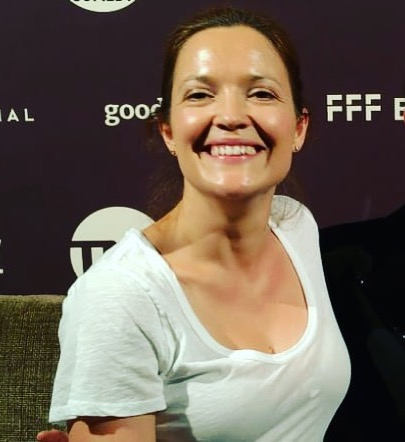
Kerstin Dietrich (* 1984)

- Dietrich, Klaus (* 1974), österreichischer Fußballspieler
- Dietrich, Knut (1936–2023), deutscher Sportpädagoge, Hochschullehrer
- Dietrich, Kurt (1887–1965), deutscher Landwirt und Ministerialbeamter
- Dietrich, Lars (* 1968), deutscher Politiker (CDU), MdHB
- Dietrich, Leopold-August (1877–1954), russisch-sowjetischer Bildhauer und Hochschullehrer
- Dietrich, Luc (1913–1944), französischer Schriftsteller
- Dietrich, Manfred (* 1943), deutscher Theaterregisseur
- Dietrich, Manfred (* 1944), deutscher Offizier der Bundeswehr
- Dietrich, Manfried (1935–2024), deutscher Ugaritist
- Dietrich, Marc (* 1948), Schweizer Sänger
- Dietrich, Margret (1920–2004), österreichische Theaterwissenschaftlerin
- Dietrich, Maria Elisabeth († 1707), Äbtissin (1687–1707), Chronikschreiberin des Klosters Tänikon
- Dietrich, Marie (1868–1939), deutsche Opernsängerin (Sopran) und Gesangspädagogin
- Dietrich, Marlene (1901–1992), deutsch-amerikanische Schauspielerin und SängerinMarlene Dietrich (1901–1992)

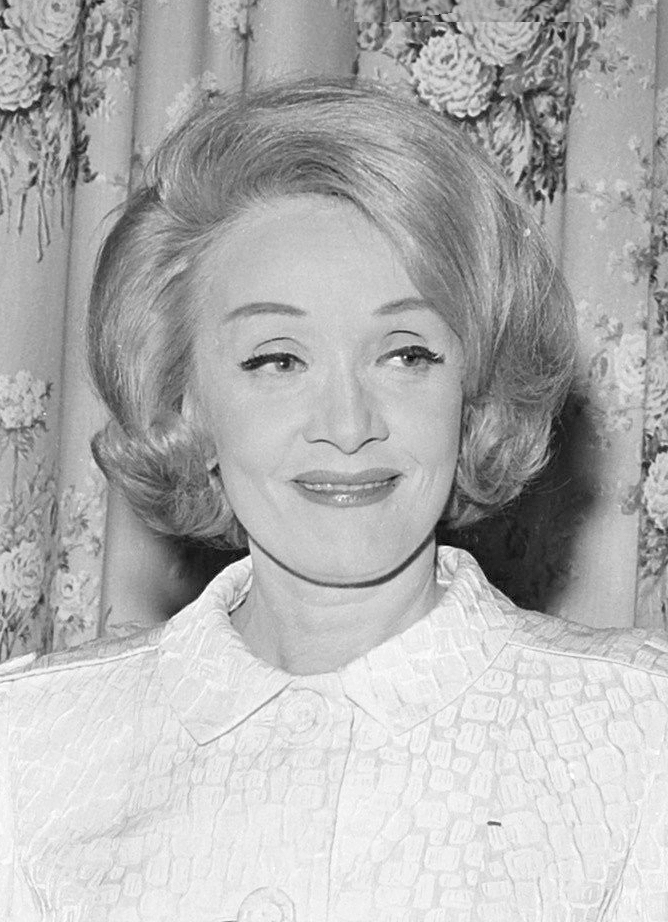
Marlene Dietrich (1901–1992)

- Dietrich, Martin (1883–1973), deutscher Luftschiffer und Oberst der Luftwaffe der Wehrmacht
- Dietrich, Martin (1929–2012), deutscher Jurist und Kommunalpolitiker
- Dietrich, Martin (* 1971), deutscher Wirtschaftswissenschaftler und Hochschullehrer
- Dietrich, Mathias (* 1964), deutscher Musiker
- Dietrich, Matthias (* 1981), deutscher Schauspieler
- Dietrich, Maurin (* 1990), deutsche Kuratorin
- Dietrich, Max (1870–1916), deutscher Kapitän und Luftschiffkommandant
- Dietrich, Max (1896–1977), deutscher Publizist und evangelischer Pastor
- Dietrich, Nelli (* 1989), deutsche Basketballspielerin
- Dietrich, Nikola (* 1972), deutsche Kunsthistorikerin und Kuratorin
- Dietrich, Nikolaus (* 1980), deutscher Klassischer Archäologe
- Dietrich, Noah (1889–1982), US-amerikanischer Geschäftsmann, Manager
- Dietrich, Norbert (1931–2003), deutscher Kunstturner
- Dietrich, Oskar (1888–1978), österreichischer Komponist und Dichter
- Dietrich, Otto (1897–1952), deutscher Politiker (NSDAP), MdR, Reichspressechef der NSDAPOtto Dietrich (1897–1952)

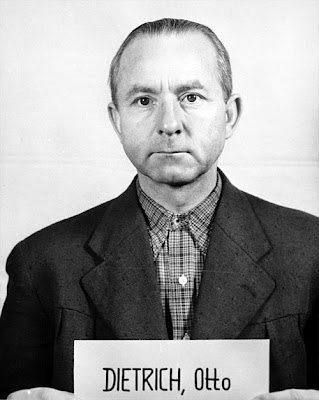
Otto Dietrich (1897–1952)

- Dietrich, Paul (1888–1938), Musiker, Komponist
- Dietrich, Paul (1889–1937), deutscher Politiker (KPD), MdR
- Dietrich, Paul (1907–1991), deutscher Grafiker
- Dietrich, Paul (* 1988), US-amerikanischer Jazzmusiker (Trompete)
- Dietrich, Peter (* 1935), deutscher Keramiker
- Dietrich, Peter (1938–2017), deutscher Hafenlogistiker
- Dietrich, Peter (* 1944), deutscher Fußballspieler
- Dietrich, Pia (* 1994), deutsche Basketballspielerin
- Dietrich, Rainer (* 1944), deutscher Sprachwissenschaftler, Psycholinguist und Hochschullehrer
- Dietrich, Raphael (* 1894), deutsch-russischer römisch-katholischer Geistlicher und Märtyrer
- Dietrich, Raymond (1894–1980), US-amerikanischer Automobildesigner und Unternehmer
- Dietrich, Reinhard (1932–2015), deutscher Bildhauer
- Dietrich, Reinhard (* 1957), deutscher Jurist und Historiker
- Dietrich, Richard (1894–1945), deutscher Flugzeug-Konstrukteur und Unternehmer
- Dietrich, Richard (1909–1993), deutscher Historiker
- Dietrich, Richard Johann (1938–2019), deutscher Architekt und Bauingenieur
- Dietrich, Robert (1986–2011), deutsch-kasachischer EishockeyspielerRobert Dietrich (1986–2011)

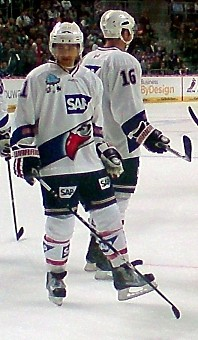
Robert Dietrich (1986–2011)

- Dietrich, Robert A. (1889–1947), deutscher Filmarchitekt
- Dietrich, Roberto (* 1964), rumänischer Politiker (PNL), MdEP
- Dietrich, Rolf (1933–2012), deutscher Schauspieler
- Dietrich, Ronny, deutsche Dramaturgin
- Dietrich, Rudolf (1929–2004), österreichischer Skispringer
- Dietrich, Rudolph (* 1955), Schweizer Musiker und Musikproduzent
- Dietrich, Sepp (1892–1966), deutscher Politiker (NSDAP), MdR, SS-Oberst-Gruppenführer und Generaloberst der Waffen-SSSepp Dietrich (1892–1966)

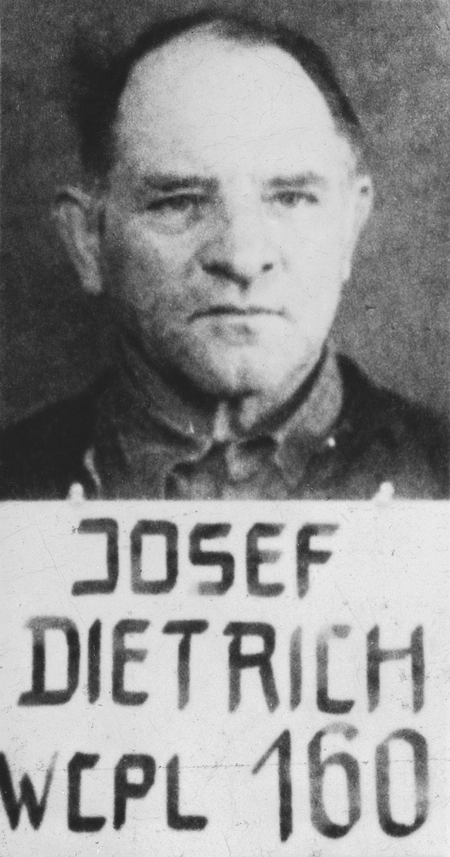
Sepp Dietrich (1892–1966)

- Dietrich, Severin (* 1994), Schweizer Biathlet
- Dietrich, Siegfried (* 1954), deutscher Physiker
- Dietrich, Silke (* 1961), deutsche Basketballspielerin, -trainerin und -funktionärin
- Dietrich, Sixt († 1548), deutscher Komponist
- Dietrich, Stefan (* 1974), deutsch-Schweizer Politiker (SP), Grossrat des Kanton Aargau
- Dietrich, Stephan (1898–1969), deutscher Heimatdichter
- Dietrich, Suzanne de (1891–1981), französische Ingenieurin, evangelische Theologin und Autorin
- Dietrich, Suzy (1926–2015), US-amerikanische Automobilrennfahrerin
- Dietrich, Sven (* 1969), deutscher Lokalpolitiker
- Dietrich, Tadeusz (1905–1960), polnischer Politiker, Mitglied des Sejm (PZPR), Minister
- Dietrich, Theodor (1833–1917), deutscher Agrikulturchemiker
- Dietrich, Thomas (* 1958), deutscher Theaterregisseur und -darsteller
- Dietrich, Tim-Justin (* 2002), deutscher Fußballspieler
- Dietrich, Tobias (* 1972), deutscher Historiker mit Schwerpunkt Geschichtsdidaktik
- Dietrich, Tyler (* 1984), kanadischer Eishockeyspieler und -trainer
- Dietrich, Urs (* 1958), Schweizer Choreograf
- Dietrich, Veit (1506–1549), deutscher Theologe, Schriftsteller und ReformatorVeit Dietrich (1506–1549)

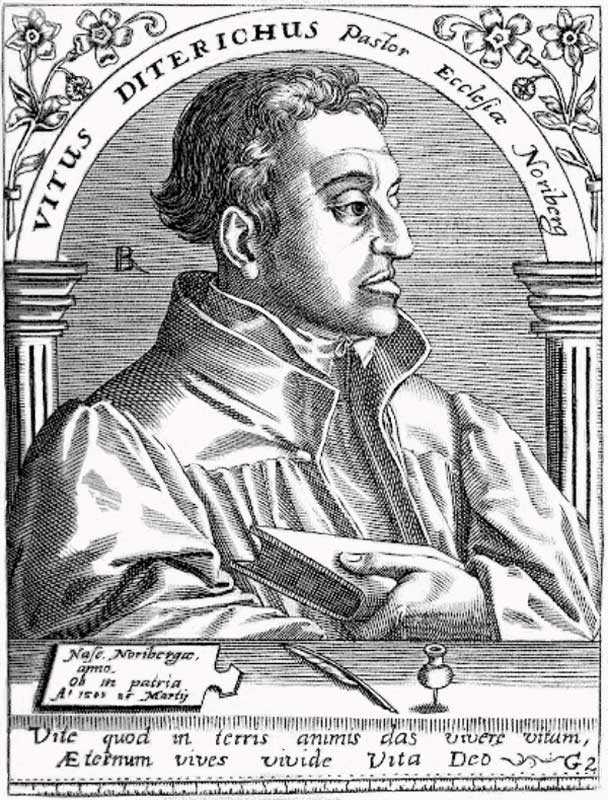
Veit Dietrich (1506–1549)

- Dietrich, Verena (1941–2004), deutsche Architektin und Hochschullehrerin
- Dietrich, Volkmar Rudolf (* 1863), deutscher Lehrer
- Dietrich, Walter (1902–1979), Schweizer Fußballspieler
- Dietrich, Walter (* 1944), deutscher evangelischer Theologe und Hochschullehrer für Altes Testament
- Dietrich, Waltraud (* 1959), österreichische Politikerin (Team Stronach, FPÖ), Landtagsabgeordnete, Abgeordnete zum Nationalrat
- Dietrich, Wendel, Augsburger Kunstschnitzer
- Dietrich, Werner (1916–1997), deutscher Funktionär im Tanzsport und Arzt
- Dietrich, Wilfried (1933–1992), deutscher Ringer
- Dietrich, Wilhelm (1852–1930), deutscher Ingenieur und Professor für Elektrotechnik
- Dietrich, Wilhelm August Salomo (1811–1866), deutscher Naturforscher
- Dietrich, Wilhelm Otto (1881–1964), deutscher Paläontologe
- Dietrich, Wilhelm von (1855–1913), österreichischer Spediteur und Politiker, Landtagsabgeordneter
- Dietrich, Willy (1886–1955), deutscher Schauspieler und Theaterintendant
- Dietrich, Wolf (1919–1981), deutscher Journalist
- Dietrich, Wolf (* 1931), österreichischer Filmregisseur
- Dietrich, Wolf (* 1940), deutscher Romanist; Linguist
- Dietrich, Wolf S. (* 1947), deutscher Schriftsteller
- Dietrich, Wolfgang (1925–2021), deutscher evangelischer Religionspädagoge und Hochschullehrer
- Dietrich, Wolfgang (* 1948), deutscher Unternehmer, Sprecher des Bahnprojekts Stuttgart–UlmWolfgang Dietrich (* 1948)

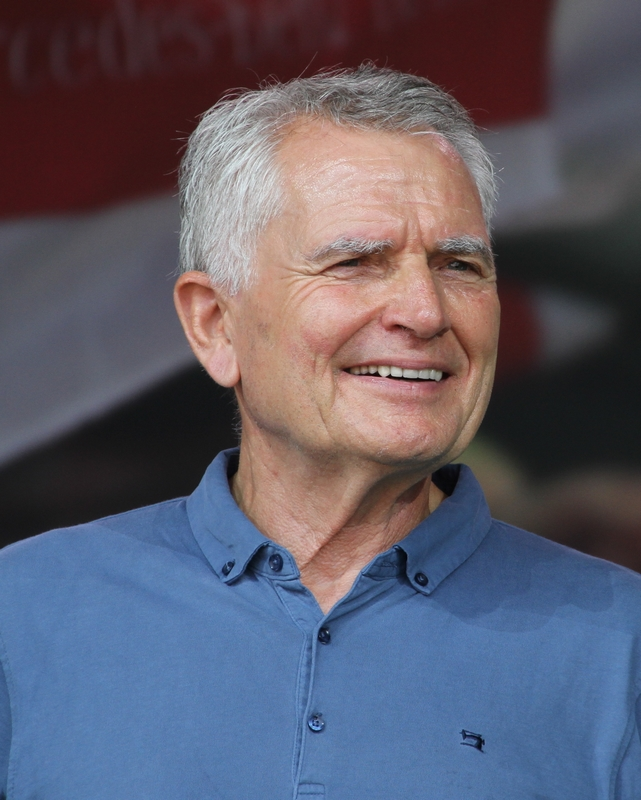
Wolfgang Dietrich (* 1948)

- Dietrich, Wolfgang (1951–2016), deutscher Politiker (CDU), MdL
- Dietrich, Wolfgang (* 1956), österreichischer Friedensforscher und Politologe

##### Dietrich-B
- Dietrich-Buchecker, Christiane (1942–2008), französische Chemikerin

##### Dietrichs
- Dietrichs, Hermann (1852–1893), deutscher Landschaftsmaler und Architekturmaler
- Dietrichson, Johanne Mathilde (1837–1921), norwegische Porträt- und Genremalerin der Düsseldorfer Schule
- Dietrichson, Leif (1890–1928), norwegischer MarinefliegerLeif Dietrichson (1890–1928)

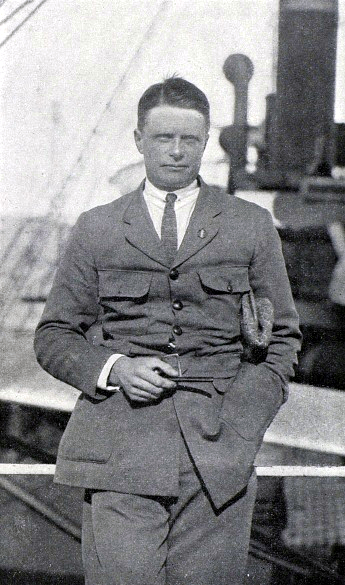
Leif Dietrichson (1890–1928)

- Dietrichson, Lorentz (1834–1917), norwegischer Kunst- und Literaturhistoriker sowie Dichter
- Dietrichstein, Adam von (1527–1590), österreichischer Adeliger und Diplomat im Dienst des Hauses Habsburg
- Dietrichstein, Andreas Jakob von (1689–1753), Erzbischof von Salzburg
- Dietrichstein, Egon (1889–1937), Wiener Journalist und Schriftsteller
- Dietrichstein, Erdmunda von (1662–1737), Fürstin von Liechtenstein
- Dietrichstein, Ferdinand Joseph von (1636–1698), österreichischer Minister
- Dietrichstein, Franz Joseph von, österreichischer Generalmajor, Fürst von Dietrichstein zu Nikolsburg, Graf von Proskau-Leslie
- Dietrichstein, Franz Seraph von (1570–1636), mährischer Adliger, Bischof von Olmütz und Kardinal
- Dietrichstein, Gundakar von (1623–1690), österreichischer Adliger, Reichshofrat, Oberstkämmerer und Oberststallmeister
- Dietrichstein, Jacques (1906–1998), österreichischer Eishockeyspieler
- Dietrichstein, Johanna Beatrix von († 1676), Fürstin von Liechtenstein
- Dietrichstein, Karl Johann von (1728–1808), Staatsmann, außerordentlicher Gesandte und bevollmächtigter Minister in Kopenhagen, 7. Fürst von Dietrichstein
- Dietrichstein, Karl Maximilian von (1702–1784), österreichischer Staatsmann und Reichsfürst
- Dietrichstein, Maximilian von (1596–1655), österreichischer Diplomat
- Dietrichstein, Moriz von (1775–1864), österreichischer Adliger und Mäzen, Hofbeamter
- Dietrichstein, Pankraz von (1446–1508), Landrichter im Schloss Wolfsberg
- Dietrichstein, Siegmund von (1484–1533), österreichischer Offizier und Gefolgsmann Kaiser Maximilians I.Siegmund von Dietrichstein (1484–1533)

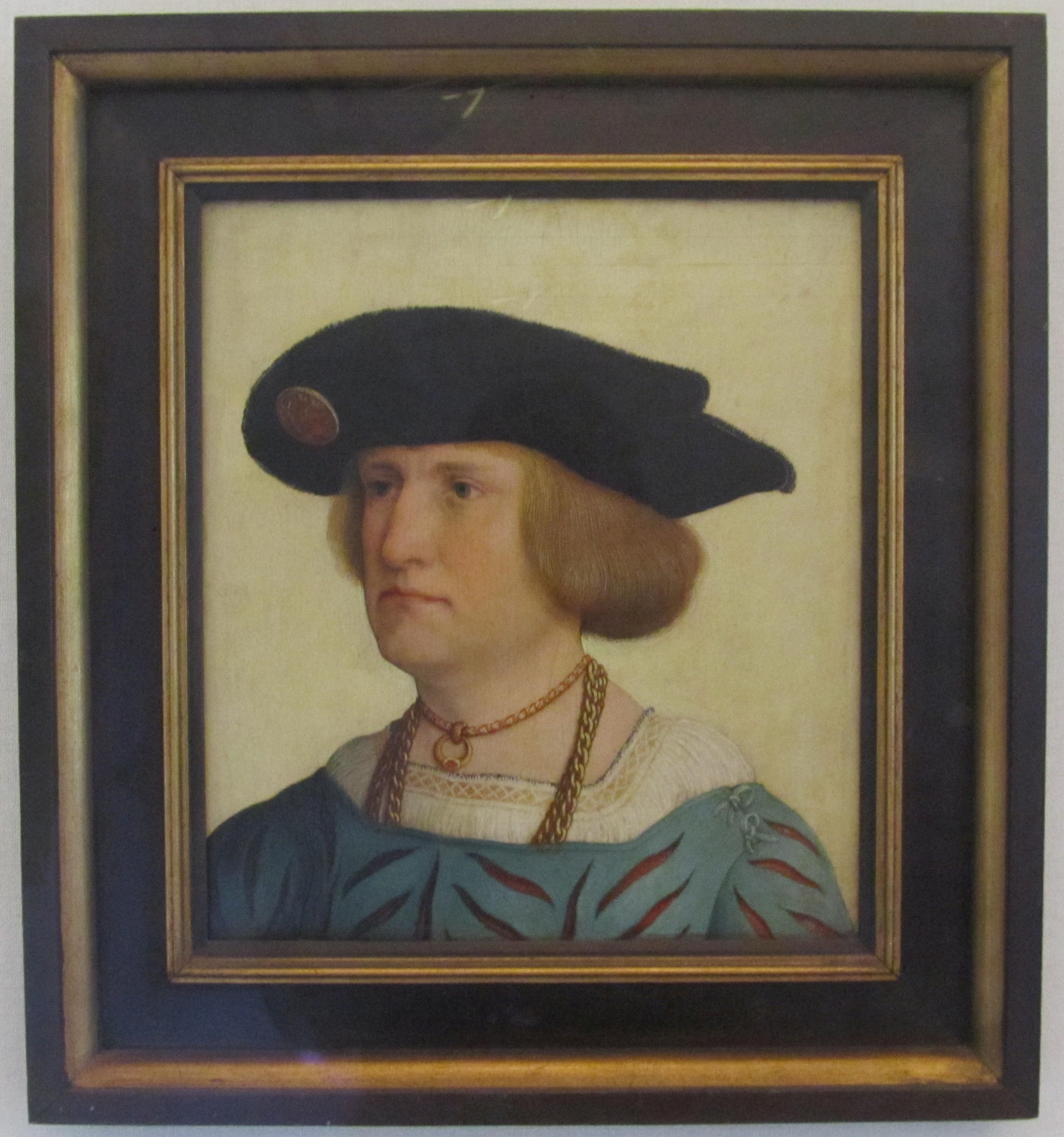
Siegmund von Dietrichstein (1484–1533)

- Dietrichstein, Sigmund Helfried von (1635–1698), österreichischer Adliger und Politiker
- Dietrichstein, Walter Franz Xaver Anton von (1664–1738), böhmischer Adliger, Wirklicher Geheimer Rath und Ritter des Ordens vom Goldenen Vlies
- Dietrichstein-Proskau-Leslie, Moritz II. von (1801–1852), österreichischer Diplomat
- Dietrichsteiner, Christian (* 1966), österreichischer Fußballspieler und Trainer

### Diets
- Dietsch, Andreas (1807–1845), deutscher Bürstenbinder, Publizist, Auswanderer
- Dietsch, Antje (* 1973), deutsche Juristin, Richterin am Bundesgerichtshof
- Dietsch, Ernst (1893–1963), deutscher Maler
- Dietsch, Friedrich (1889–1961), deutscher Maler
- Dietsch, Guillaume (* 2001), französischer Fußballtorwart
- Dietsch, Heinrich (* 1912), deutscher Fußballspieler
- Dietsch, Ingrid (1937–2023), deutsche Bibliothekarin und Autorin
- Dietsch, Julia (* 1991), deutsche Fußballspielerin
- Dietsch, Pierre-Louis (1808–1865), französischer Dirigent, Chorleiter und Komponist
- Dietsch, Rudolf (1814–1875), deutscher Philologe, Historiker und Pädagoge
- Dietsch, Thomas (* 1974), französischer Mountainbiker
- Dietsch, Waltraud (* 1950), deutsche Leichtathletin
- Dietsche, Bernhard (1912–1975), deutscher SS-Angehöriger und Soldat der Waffen-SS
- Dietsche, Berta (1851–1917), deutsche Malerin und Grafikerin
- Dietsche, Franz (1912–1975), deutscher Politiker (CDU), MdL (Baden-Württemberg)
- Dietsche, Fridolin (1861–1908), deutscher Bildhauer und Hochschullehrer
- Dietsche, Hermann (1884–1972), deutscher Ingenieur und Politiker (BCSV, CDU)
- Dietsche, Hugo (* 1963), Schweizer Ringer
- Dietsche, Josef (1708–1752), deutscher Bildhauer des Barock
- Dietsche, Marcel (* 1979), Schweizer Politiker (SVP)
- Dietsche, Riccarda (* 1996), Schweizer Leichtathletin
- Dietscher, Adolf (* 1904), österreichischer Beamter und Politiker (NSDAP)
- Dietschi, Agatha, frühes Opfer der Strafverfolgung wegen Homosexualität
- Dietschi, Eugen (1896–1986), Schweizer Journalist und Politiker (FDP)
- Dietschi, Hugo (1864–1955), Schweizer Politiker
- Dietschi, Markus (* 1957), Schweizer Politiker (Grüne)
- Dietschi, Peter (1830–1907), Schweizer Redaktor, Verleger und Politiker (FDP)
- Dietschi, Peter (* 1930), Schweizer Diplomat
- Dietschi, Urs (1901–1982), Schweizer Politiker (FDP)
- Dietschi, Urs (* 1954), Schweizer Politiker (GP) und Radrennfahrer
- Dietschi-Kunz, Eugen (1861–1951), Schweizer Buchdrucker und Burgenkundler
- Dietschreit, Marc (* 1975), deutscher Drehbuchautor und RegisseurMarc Dietschreit (* 1975)

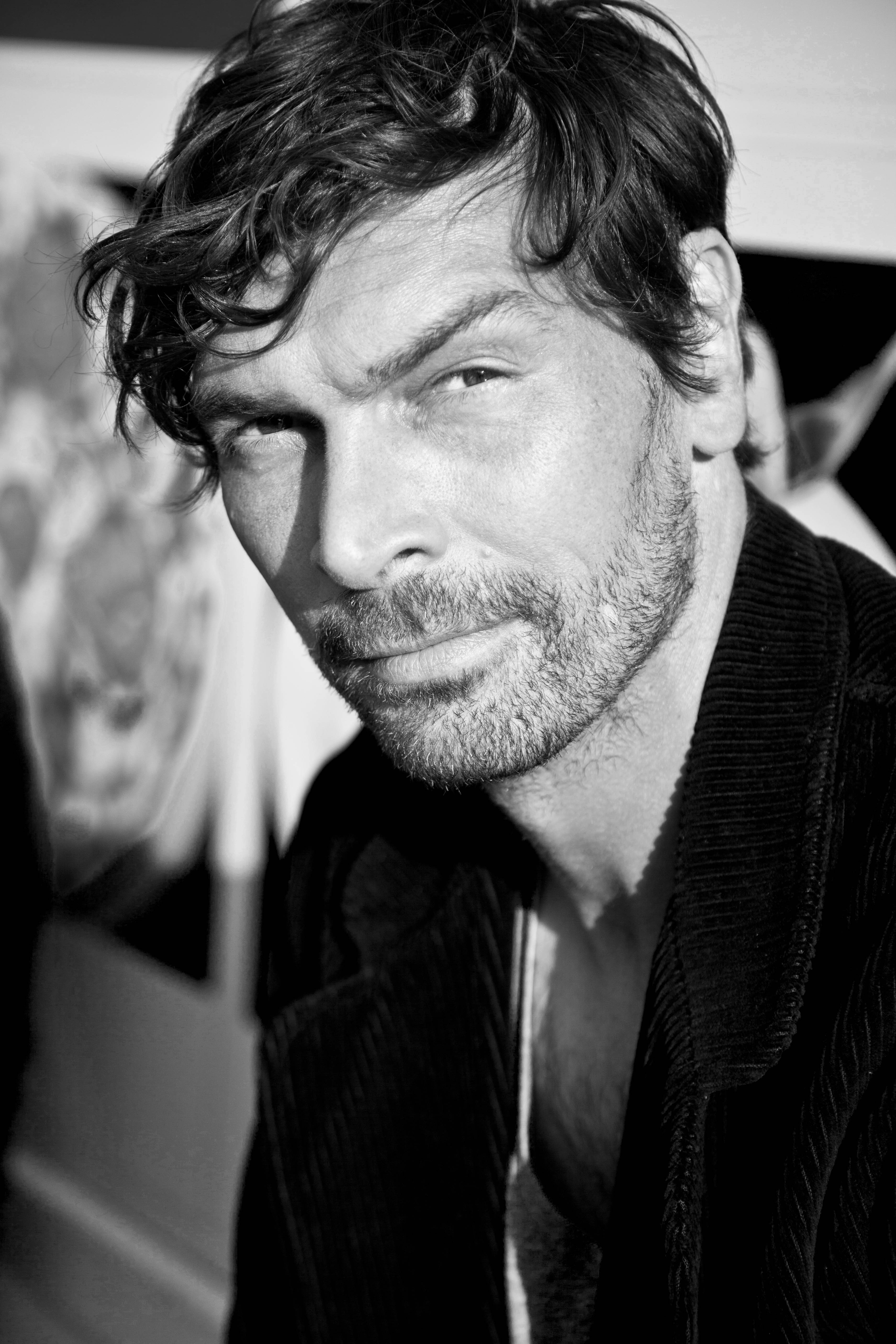
Marc Dietschreit (* 1975)

- Dietschy, Beat (* 1950), Schweizer Theologe, Philosoph, Entwicklungsexperte und Publizist
- Dietschy, Franz Joseph (1770–1842), Schweizer Brauer, Unternehmer und Politiker
- Dietschy, Hans (1912–1991), Schweizer Ethnologe, Historiker und Politiker (EVP)
- Dietschy, Jakob Rudolf (1881–1914), Schweizer Mediziner und Direktor des Sanatoriums Allerheiligenberg
- Dietschy, Peter (1935–2013), Schweizer Künstler

### Diett
- Dietterle, Anna (* 1997), deutsche Schwimmerin
- Dietterle, Helmut (* 1951), deutscher Fußballspieler
- Dietterlin, Wendel († 1599), deutscher Maler, Baumeister und Bauthoretiker
- Diettrich, Frank (* 1939), deutscher Bildhauer
- Diettrich, Fritz (1902–1964), deutscher Schriftsteller
- Diettrich, Gustav (1869–1947), deutscher evangelischer Pfarrer
- Diettrich, Hanns (1905–1983), deutscher Bildhauer
- Diettrich, Hans (1919–1987), österreichischer Politiker (ÖVP), Landtagsabgeordneter
- Diettrich, Heinz (1940–2022), deutscher Chirurg und ärztlicher Standespolitiker

### Dietw
- Dietwald, Johannes (* 1985), deutscher Fußballspieler
- Dietwar, Bartholomäus (1592–1670), evangelisch-lutherischer Pfarrer und Autor
- Dietwin († 1075), Bischof von Lüttich
- Dietwin († 1153), Kardinalbischof

### Dietz
- Dietz von Bayer, Erich (1859–1937), preußischer Oberst, MdHdA
- Dietz von Bayer, George (1827–1898), deutscher Rittergutsbesitzer und Politiker, MdR
- Dietz von Weidenberg, Friedrich (1871–1941), österreichischer Architekt und Sportschütze
- Dietz, Adolf (* 1936), deutscher Jurist
- Dietz, Albert, deutscher Fußballspieler
- Dietz, Albert (1920–1973), deutscher Architekt
- Dietz, Albert (* 1958), deutscher Architekt
- Dietz, Albrecht (1926–2012), deutscher Unternehmer und Wirtschaftswissenschaftler, Leasing-Pionier
- Dietz, Alexander (1864–1934), deutscher Rechtsanwalt und Notar sowie Wirtschafts- und Sozialhistoriker
- Dietz, Alexander (* 1976), deutscher evangelischer Theologe, Ethiker und Hochschullehrer
- Dietz, Alfons J. (* 1968), Berufsreiter, Ausbilder in klassischer Reitkunst, Buchautor
- Dietz, André (* 1975), deutscher Schauspieler
- Dietz, Andreas (* 1962), deutscher Onkologe
- Dietz, Andreas (* 1967), deutscher Jurist
- Dietz, Anna (1835–1926), deutsche Theaterschauspielerin
- Dietz, Anton (1888–1960), österreichischer Polizeiinspektor und Gerechter unter den Völkern
- Dietz, Bernard (* 1948), deutscher Fußballspieler und -trainerBernard Dietz (* 1948)

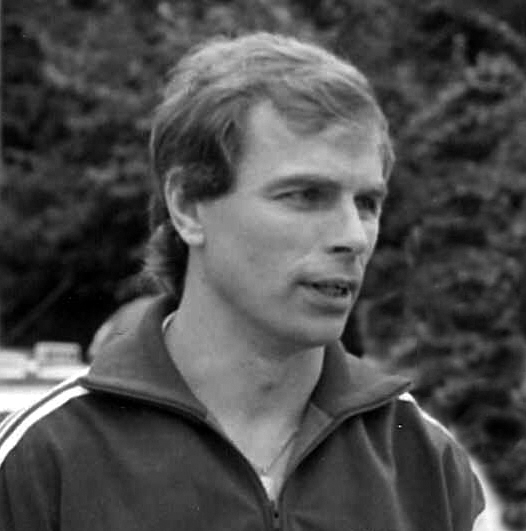
Bernard Dietz (* 1948)

- Dietz, Bernhard (* 1975), deutscher Historiker
- Dietz, Bert (* 1969), deutscher Radrennfahrer
- Dietz, Berthold (1935–2023), deutscher Bildhauer
- Dietz, Burkhard (* 1954), deutscher Historiker
- Dietz, Carl (1804–1867), deutscher Theaterschauspieler
- Dietz, Carl (1870–1943), deutscher Politiker (DVP), MdBB und Pädagoge
- Dietz, Christian (* 1976), deutscher Basketballspieler
- Dietz, Christian (* 1984), deutscher Fußballschiedsrichter
- Dietz, Claudia (* 1967), deutsche Bildhauerin und Gestalterin
- Dietz, Corina (* 1953), deutsche Filmeditorin
- Dietz, Cornelia (* 1962), deutsche Goalballspielerin
- Dietz, Curt (1882–1965), deutschamerikanischer Unternehmer und Geologe
- Dietz, Curt Reinhard (1896–1949), deutscher Schriftsteller
- Dietz, Darren (* 1993), kasachisch-kanadischer Eishockeyspieler
- Dietz, Eckhart (1933–2019), deutscher BildhauerEckhart Dietz (1933–2019)

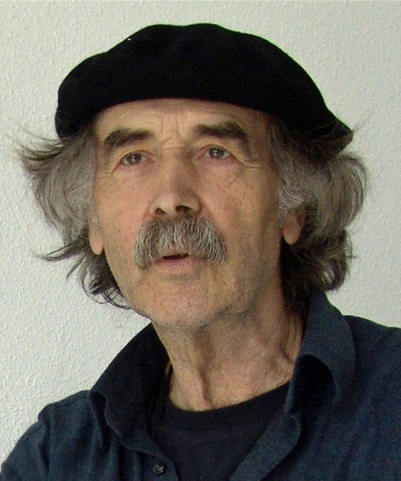
Eckhart Dietz (1933–2019)

- Dietz, Edith (1921–2015), deutsche Schriftstellerin und Opfer des Faschismus
- Dietz, Eduard (1866–1940), deutscher Jurist und Politiker (SPD)
- Dietz, Eileen (* 1944), US-amerikanische SchauspielerinEileen Dietz (* 1944)

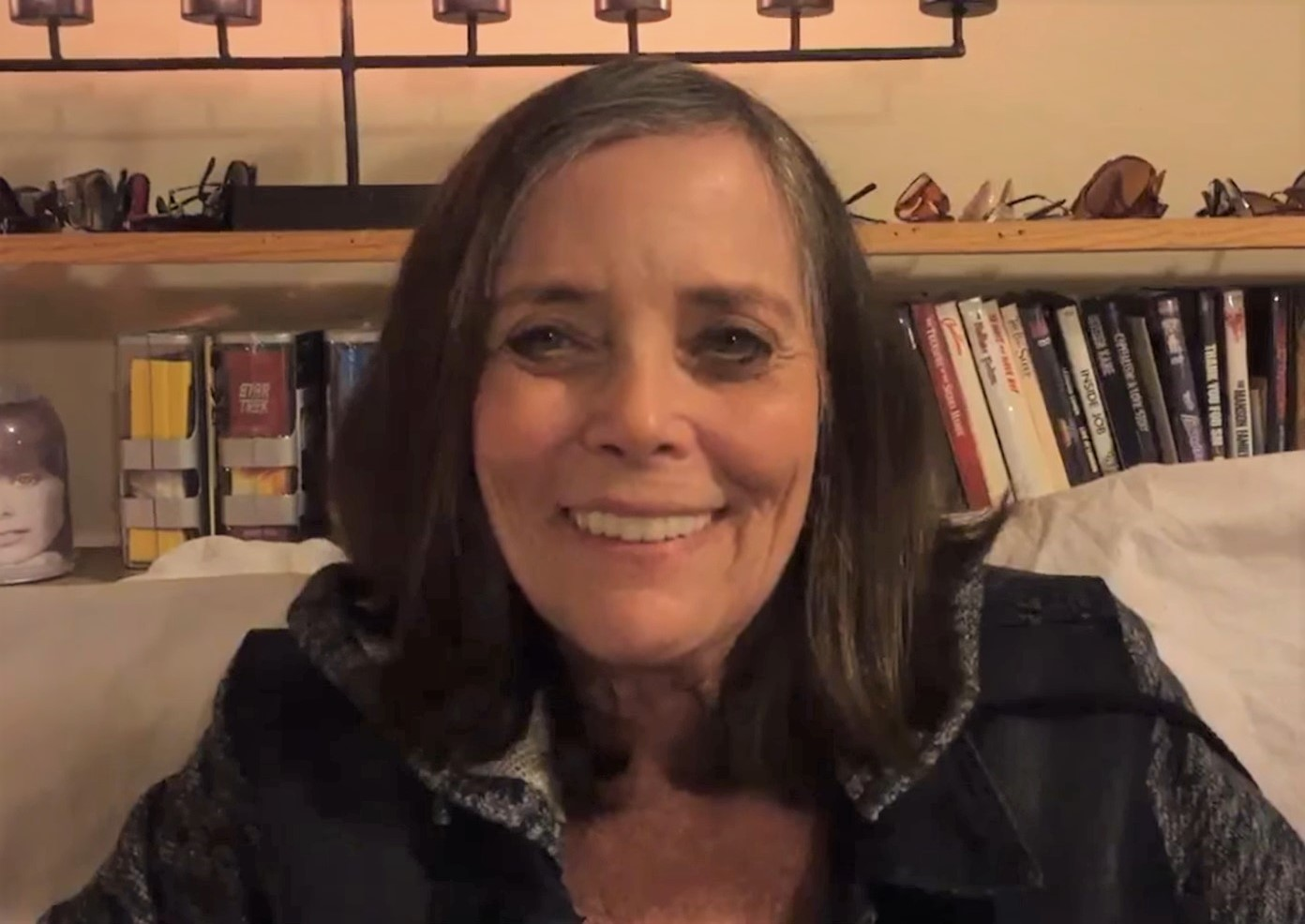
Eileen Dietz (* 1944)

- Dietz, Elmar (1902–1996), deutscher Bildhauer
- Dietz, Erich (1899–1980), deutscher Politiker
- Dietz, Erich (1903–1990), deutscher Maler und Bildhauer
- Dietz, Ernst (1916–1989), deutscher Schauspieler, Theaterregisseur und -intendant, Bühnenautor und Hörspielsprecher
- Dietz, Ernst (* 1943), deutscher Politiker (CSU), MdL
- Dietz, Feodor (1813–1870), deutscher Maler
- Dietz, Ferdinand († 1777), deutscher Bildhauer des Rokoko
- Dietz, Florian (* 1998), deutscher Fußballspieler
- Dietz, Frank, US-amerikanischer Filmschauspieler, Synchronsprecher, Animator, Drehbuchautor, Filmproduzent, Filmregisseur und Filmeditor
- Dietz, Franz (1794–1840), deutscher Verwaltungsbeamter
- Dietz, Friedrich Reinhold (1805–1836), deutscher Medizinhistoriker
- Dietz, Fritz (1909–1984), deutscher Kaufmann
- Dietz, George (1880–1965), US-amerikanischer Ruderer
- Dietz, Gottlieb Heinrich († 1849), deutscher Revolutionär
- Dietz, Gundi (* 1942), österreichische Keramikkünstlerin
- Dietz, Günter (1919–1995), deutscher Kunstdrucker und Erfinder
- Dietz, Günter (1930–2017), deutscher Dichter und Übersetzer
- Dietz, Hajo (* 1958), deutscher Luftbildfotograf
- Dietz, Hanna (* 1969), deutsche Schriftstellerin
- Dietz, Hans (1908–1993), deutscher Arzt und SS-Sturmbannführer
- Dietz, Harry C., US-amerikanischer Genetiker und Kinderkardiologe
- Dietz, Heiko (* 1967), deutscher Schauspieler, Regisseur und Theaterautor
- Dietz, Heinrich (1874–1946), deutscher Jurist und Generalrichter
- Dietz, Heinrich (* 1941), deutscher Politiker (CDU)
- Dietz, Heinrich Laurenz (1888–1942), deutscher Architekt
- Dietz, Helmut (* 1965), deutscher Judoka
- Dietz, Hendrik (* 1977), deutscher Biophysiker
- Dietz, Heribert (1940–2019), deutscher Politiker (CDU)
- Dietz, Hermann (1842–1920), deutscher Reichsgerichtsrat
- Dietz, Hermann (1925–2016), deutscher Neurochirurg
- Dietz, Howard (1896–1983), US-amerikanischer Textdichter
- Dietz, Ildefons Maria (1913–2000), deutscher katholischer Ordenspriester
- Dietz, Ina (* 1972), deutsche Journalistin und Fernsehmoderatorin
- Dietz, James (* 1949), US-amerikanischer Ruderer und Rudertrainer
- Dietz, Johann (1665–1738), deutscher Barbier, Feldscher und Grönlandfahrer
- Dietz, Johann Adam (1671–1742), böhmischer Bildhauer
- Dietz, Johann Baptist (1879–1959), deutscher katholischer Bischof
- Dietz, Johann Christian Friedrich (1765–1833), deutscher Pädagoge, evangelisch-lutherischer Geistlicher und Publizist
- Dietz, Johann Heinrich Wilhelm (1843–1922), deutscher Verleger und Politiker, MdR
- Dietz, Johann Justus (1789–1813), Räuber
- Dietz, John (1870–1939), US-amerikanischer Sportschütze
- Dietz, Jost Ludwig († 1545), polnischer Diplomat elsässischer Abstammung
- Dietz, Julius (* 1889), deutscher Kommunalpolitiker (NSDAP)
- Dietz, Jürgen (1941–2015), deutscher Unternehmer und Fastnachts-BüttenrednerJürgen Dietz (1941–2015)

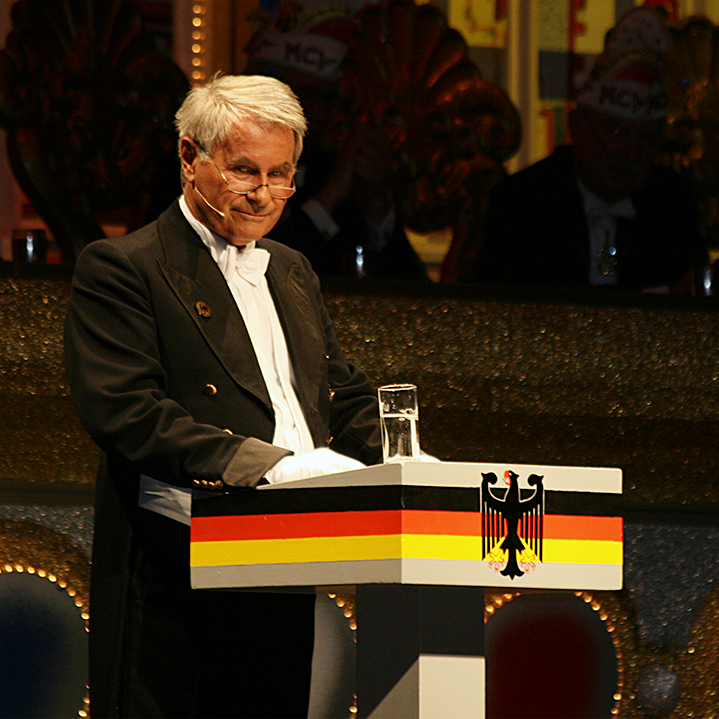
Jürgen Dietz (1941–2015)

- Dietz, Jürgen (1953–2022), deutscher Jazzmusiker (Saxophon)
- Dietz, Karl (1859–1904), deutscher Psychiater
- Dietz, Karl (1890–1964), deutscher Verleger in der DDR
- Dietz, Karl Joseph (1772–1845), deutscher Jurist und Landrat
- Dietz, Karl-Josef (* 1957), deutscher Molekularbiologe
- Dietz, Karl-Martin (* 1945), deutscher Altphilologe, Sozialphilosoph, Kulturwissenschaftler und Anthroposoph
- Dietz, Karlheinz (* 1947), deutscher Althistoriker und Hochschullehrer
- Dietz, Károly (1885–1969), ungarischer Polizist, Rechtsanwalt und Fußballtrainer
- Dietz, Katja (* 1970), deutsche Politikerin (AfD), MdL
- Dietz, Kilian (* 1990), deutscher Basketballspieler
- Dietz, Klaus (1935–2016), deutscher Anglist, Sprachwissenschaftler und Hochschullehrer
- Dietz, Klaus (* 1956), deutscher Politiker (CDU), MdL
- Dietz, Konrad (1780–1866), Landtagsabgeordneter Großherzogtum Hessen
- Dietz, Konrad (1794–1874), Bürgermeister und Landtagsabgeordneter Großherzogtum Hessen
- Dietz, Konrad (1818–1894), Bürgermeister und Landtagsabgeordneter Großherzogtum Hessen
- Dietz, Lars (* 1997), deutscher Fußballspieler
- Dietz, Leo (* 1967), deutscher Gastronom und Politiker (CSU)
- Dietz, Liliane (* 1911), deutsche Filmschauspielerin
- Dietz, Lothar (1896–1976), deutscher Bildhauer
- Dietz, Ludmilla (1833–1896), österreichische Theaterschauspielerin und Sängerin (Sopran)
- Dietz, Ludwig († 1559), deutscher Buchdrucker und Verleger
- Dietz, Madeleine (* 1953), deutsche Bildhauerin
- Dietz, Maik, deutscher Biathlet (DDR)
- Dietz, Margarethe von (1544–1608), Gräfin
- Dietz, Maria (1894–1980), deutsche Politikerin und MdB
- Dietz, Marina (* 1947), deutsche Journalistin, Hörspielautorin und -regisseurin
- Dietz, Matthias (* 1957), deutscher Designer
- Dietz, Maximilian (* 2002), US-amerikanisch-deutscher Fußballspieler
- Dietz, Michael (1781–1839), deutscher Müller und Politiker im Herzogtum Nassau
- Dietz, Michael (* 1976), deutscher Hörfunk- und FernsehmoderatorMichael Dietz (* 1976)

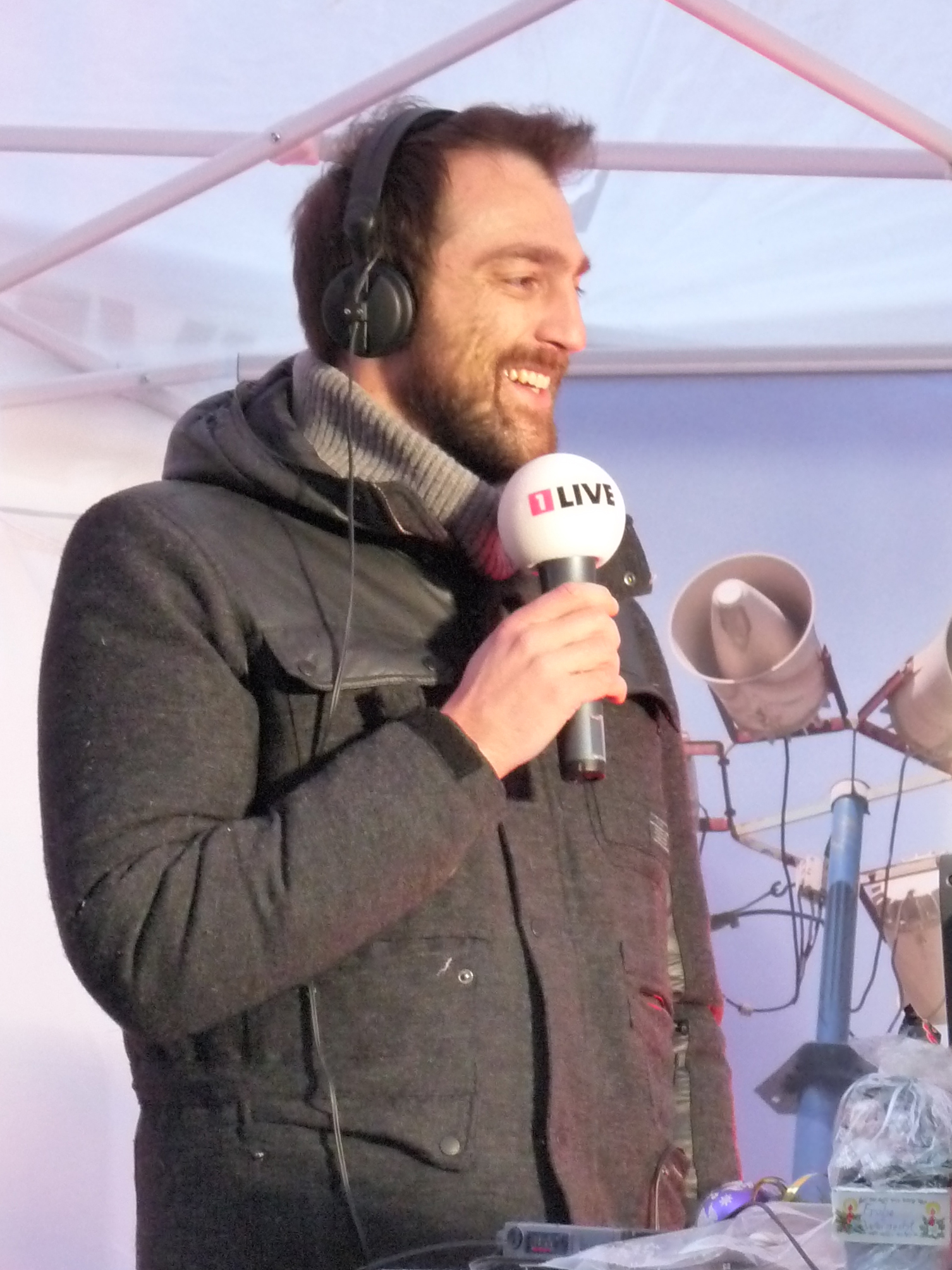
Michael Dietz (* 1976)

- Dietz, Mike (* 1990), deutscher Floorballspieler
- Dietz, Miriam (* 1980), deutsche Fußballschiedsrichterin
- Dietz, Oscar (* 2000), dänischer Schauspieler und Synchronsprecher
- Dietz, Oswald (1823–1898), deutscher Freiheitskämpfer und deutsch-amerikanischer Ingenieur und Politiker
- Dietz, Peter (1933–2023), deutscher Unternehmer und Informatiker
- Dietz, Peter (1939–2010), deutscher Ingenieur, Hochschullehrer, Hochschulrektor und Bürgermeister
- Dietz, Peter (* 1941), deutscher Maler und Multimedia-Künstler
- Dietz, Peter Christian (1737–1805), deutscher Jurist und Hessen-Darmstädtischer Geheimrat
- Dietz, Philipp (1834–1910), deutscher Lehrer und Abgeordneter des Provinziallandtages der Provinz Hessen-Nassau
- Dietz, Pierre (* 1963), deutscher Schriftsteller, Animationsdesigner
- Dietz, Raimund (* 1944), österreichischer Ökonom, Systemforscher und Geldphilosoph
- Dietz, Ricarda (* 1939), deutsche Künstlerin
- Dietz, Robert (* 1949), deutscher Eiskunstläufer
- Dietz, Robert S. (1914–1995), US-amerikanischer Geologe
- Dietz, Rolf (1902–1971), deutscher Rechtswissenschaftler und Hochschullehrer
- Dietz, Rolf (* 1933), deutscher Fußballspieler
- Dietz, Ronny (* 1978), deutscher Triathlet und Duathlet
- Dietz, Rudolf (1863–1942), deutscher Lehrer, Schulbuchautor und Heimatdichter
- Dietz, Sebastian (* 1974), deutscher Moderner Fünfkämpfer
- Dietz, Sebastian Ernst Klaus (* 1985), deutscher Sportler
- Dietz, Simone (* 1959), deutsche Philosophin, Hochschullehrerin, Politikerin (GAL), MdHB
- Dietz, Stanislav (* 1990), deutsch-tschechischer Eishockeyspieler
- Dietz, Thilde (1915–1996), deutsche Tennisspielerin
- Dietz, Thomas (* 1967), deutscher Politiker (AfD), MdB
- Dietz, Thomas (* 1982), deutscher Jongleur
- Dietz, Thorsten (* 1971), deutscher evangelischer Theologe
- Dietz, Ulrich (* 1958), deutscher ManagerUlrich Dietz (* 1958)

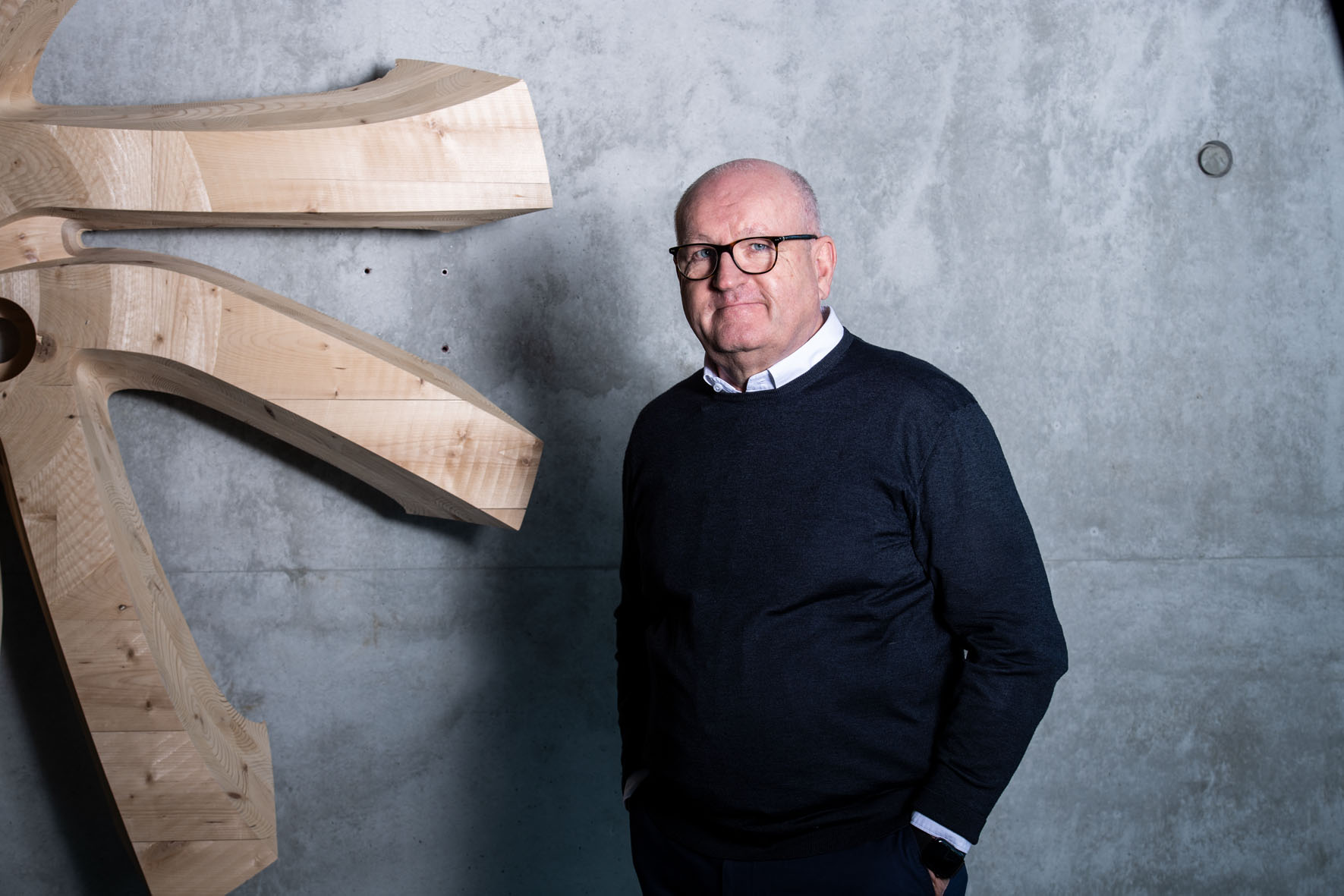
Ulrich Dietz (* 1958)

- Dietz, Vivianne (* 1996), chilenische Schauspielerin
- Dietz, Walter (* 1955), deutscher evangelischer Theologe
- Dietz, Werner (* 1949), deutscher Badmintonspieler
- Dietz, Wilhelm Ludwig (1785–1837), badischer Ministerialbeamter und Direktor der Vereinigten Forsten und Bergwerke
- Dietz, William (1778–1848), US-amerikanischer Politiker
- Dietz, William C. (* 1945), US-amerikanischer Autor
- Dietz, Wolfgang (* 1956), deutscher Kommunalpolitiker (CDU)
- Dietze, Adolph von (1825–1910), deutscher Politiker, MdR
- Dietze, Anna-Maria (* 1999), deutsche Skilangläuferin
- Dietze, Annedore (* 1972), deutsche Malerin
- Dietze, Benno (* 2003), deutscher Fußballspieler
- Dietze, Birgit (* 1973), deutsche Juristin
- Dietze, Carl (1824–1896), deutscher Ingenieur
- Dietze, Carola (* 1973), deutsche Historikerin und Hochschullehrerin
- Dietze, Constantin von (1891–1973), deutscher Agrarwissenschaftler, Jurist, Volkswirt und Theologe
- Dietze, Dieter (1937–2000), deutscher Bildhauer und Metallplastiker
- Dietze, Ekkehardt (* 1950), deutscher Politiker (SPD), MdL
- Dietze, Ernst (1869–1938), deutscher Schriftsteller und Übersetzer
- Dietze, Ernst Richard (1880–1961), deutscher Maler
- Dietze, Gabriele (* 1951), deutsche Kulturwissenschaftlerin, Hochschullehrerin, Gender-Theoretikerin, Essayistin und Autorin
- Dietze, Gerhard (1932–2018), deutscher Badmintonspieler
- Dietze, Gottfried (1922–2006), US-amerikanischer Politologe
- Dietze, Gottfried von (1921–2012), deutscher Autor
- Dietze, Hans-Helmut (1911–1946), deutscher Jurist
- Dietze, Heinrich (1882–1964), deutscher Politiker (DNVP), MdR
- Dietze, Hermann (1900–1967), deutscher Maler
- Dietze, Hilde (1923–2023), deutsche Turnerin
- Dietze, Ilse (* 1920), deutsche ehemalige Funktionärin der CDU der DDR
- Dietze, Joachim (1931–2018), deutscher Bibliothekar und Philologe
- Dietze, Johann Gottfried (1823–1888), deutscher Rittergutsbesitzer und Politiker, MdR, MdL (Königreich Sachsen)
- Dietze, Josef (1887–1949), deutscher Kameramann
- Dietze, Julia (* 1981), deutsche SchauspielerinJulia Dietze (* 1981)

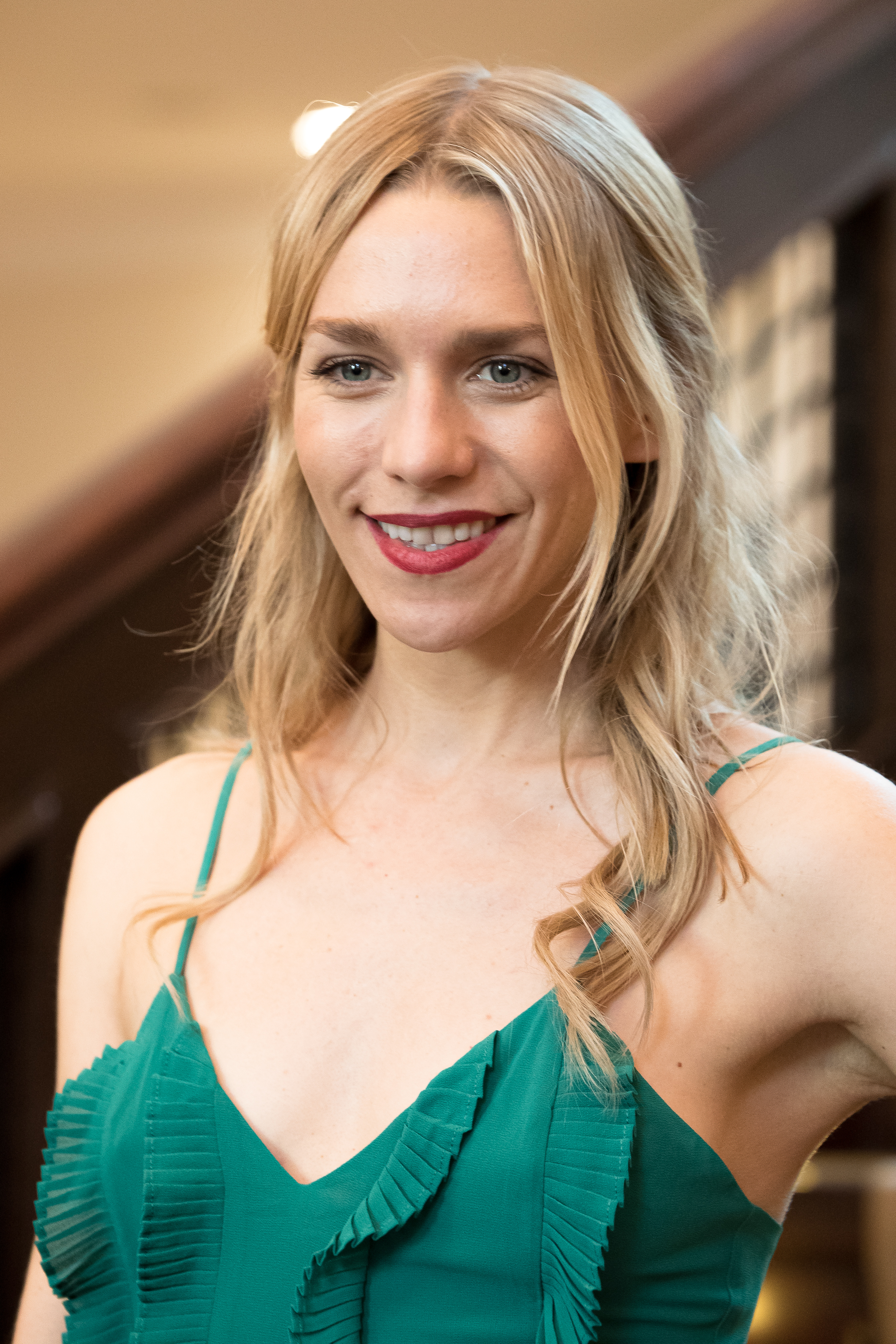
Julia Dietze (* 1981)

- Dietze, Jürgen (* 1942), deutscher Sportwissenschaftler, Hochschullehrer und Schwimmer
- Dietze, Kurt (1920–1965), deutscher Grafiker und Buchillustrator in der DDR
- Dietze, Manfred (1928–2014), deutscher MfS-Mitarbeiter, Leiter der Abteilung I des Ministeriums für Staatssicherheit
- Dietze, Marcus Conrad (1658–1704), deutscher Bildhauer und Architekt
- Dietze, Max (1897–1940), deutscher Kommunalpolitiker (NSDAP)
- Dietze, Otto (1833–1890), deutscher Architekt in Lettland
- Dietze, Otto (1927–2019), deutscher Schachautor
- Dietze, Paul (* 1884), deutscher Major und Landesgruppenführer
- Dietze, Paul (1885–1915), deutscher Fußballspieler
- Dietze, Peter (1936–2011), deutscher Diplomat der DDR
- Dietze, Reinhard (1954–2007), deutscher Turner und Einradfahrer
- Dietze, Roderich (1909–1960), deutscher Sportreporter und Tischtennisnationalspieler
- Dietze, Ruben (* 1993), deutscher Songwriter, Musikproduzent, Live-Musiker und Dozent
- Dietze, Theodor (1824–1908), deutscher Kaufmann und Politiker
- Dietze, Tina (* 1988), deutsche Kanutin
- Dietze, Ulrich (* 1964), deutscher Sachbuchautor, Unternehmensberater
- Dietze, Ursula von (1925–1979), deutsche Bibliothekarin
- Dietze, Walter (1888–1962), deutscher Verleger und Buchhändler
- Dietze, Walter (1926–1987), deutscher Germanist und Hochschullehrer in der Deutschen Demokratischen Republik (DDR)
- Dietze, Wilhelm (1791–1864), Oberbürgermeister von Düsseldorf
- Dietzel, Adelhelm (1914–1998), deutscher Gebrauchsgrafiker und Illustrator
- Dietzel, Adolf (1902–1993), deutscher Chemiker und Direktor des Max-Planck-Instituts für Silikatforschung in Würzburg
- Dietzel, Amund (1891–1974), US-amerikanischer Tätowierer
- Dietzel, Armin (1926–2012), deutscher evangelischer Theologe und Bibliothekar
- Dietzel, Carl Franz (1820–1876), deutscher Lehrer, Philosoph und Autor
- Dietzel, Elroy (1936–1990), US-amerikanischer Rockabilly-Musiker
- Dietzel, Elsa (* 1931), deutsche Malerin
- Dietzel, Gottfried Heinrich (1827–1907), deutscher Gutsbesitzer und Politiker
- Dietzel, Gustav (1827–1864), deutscher Rechtswissenschaftler und Hochschullehrer
- Dietzel, Heinrich (1857–1935), deutscher Sozioökonom und Hochschullehrer
- Dietzel, Karl (1902–1969), deutscher Kaufmann und Landespolitiker
- Dietzel, Karl (1928–1985), deutscher Politiker (SED)
- Dietzel, Karl August (1829–1884), deutscher Nationalökonom
- Dietzel, Karl-Heinz (1893–1951), deutscher Geograph
- Dietzel, Kurt (1912–2002), deutscher Mediziner und Hochschullehrer
- Dietzel, Richard (1891–1962), deutscher Chemiker und Hochschullehrer
- Dietzel, Roman (* 1990), deutscher Poolbillardspieler
- Dietzel, Theo (1926–2014), deutscher Maler
- Dietzel, Volker (* 1955), deutscher Regisseur und Autor
- Dietzel, Wilhelm (* 1948), deutscher Politiker (CDU), MdL, MdB
- Dietzen, Alexander (* 1976), deutscher Oberstabsfeldwebel
- Dietzen, Brian (* 1977), US-amerikanischer Schauspieler, Sänger und TänzerBrian Dietzen (* 1977)

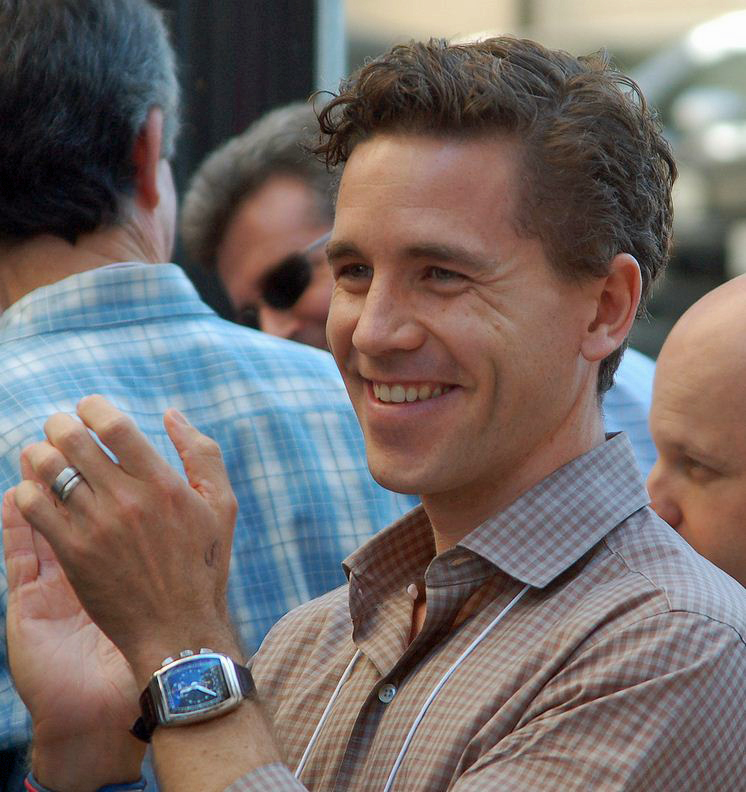
Brian Dietzen (* 1977)

- Dietzen, Ehrentrudis (1884–1944), deutsche Steyler Missionsschwester, Regionaloberin und Märtyrin
- Dietzen, Gaby (* 1951), deutsche Journalistin und Fernsehmoderatorin
- Dietzen, Reimund (* 1959), deutscher Radrennfahrer
- Dietzenschmidt (1893–1955), deutscher Dramatiker
- Dietzer, Peter, deutscher Verwaltungsbeamter
- Dietzfelbinger, Christian (1924–2021), deutscher evangelisch-lutherischer Theologe
- Dietzfelbinger, Daniel (* 1968), deutscher evangelischer Theologe
- Dietzfelbinger, Hermann (1908–1984), deutscher Pfarrer, Theologe und bayerischer Landesbischof
- Dietzfelbinger, Konrad (* 1940), deutscher Diplomsoziologe, Germanist, Autor, spiritueller Christ
- Dietzfelbinger, Martin (* 1956), deutscher Informatiker und Hochschullehrer
- Dietzgen, Josef (1828–1888), deutscher Arbeiterphilosoph und Journalist
- Dietzi, Ulrich (1596–1662), Schweizer Politiker, Ratsherr, Landesstatthalter und Tagsatzungsgesandter
- Dietzi-Bion, Hedwig (1867–1940), Schweizer Malerin und Schriftstellerin
- Dietziker, Andreas (* 1982), Schweizer Radrennfahrer
- Dietzsch, Arthur (1901–1974), deutscher Kapo im Block 46 des KZ BuchenwaldArthur Dietzsch (1901–1974)

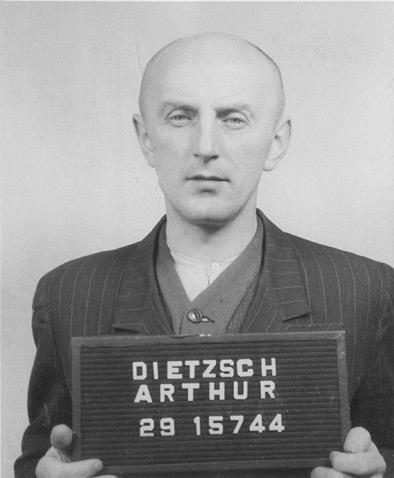
Arthur Dietzsch (1901–1974)

- Dietzsch, Barbara Regina (1706–1783), deutsche Malerin und Zeichnerin
- Dietzsch, Carl Theodor (1819–1857), deutscher Jurist und Journalist, MdFN
- Dietzsch, Eberhard (1938–2006), deutscher Maler, Grafiker und Cartoonist
- Dietzsch, Emil (1829–1890), deutschamerikanischer Dichter und Apotheker in Chicago
- Dietzsch, Ferdinand (1805–1878), deutscher Kaufmann und Politiker
- Dietzsch, Franka (* 1968), deutsche DiskuswerferinFranka Dietzsch (* 1968)

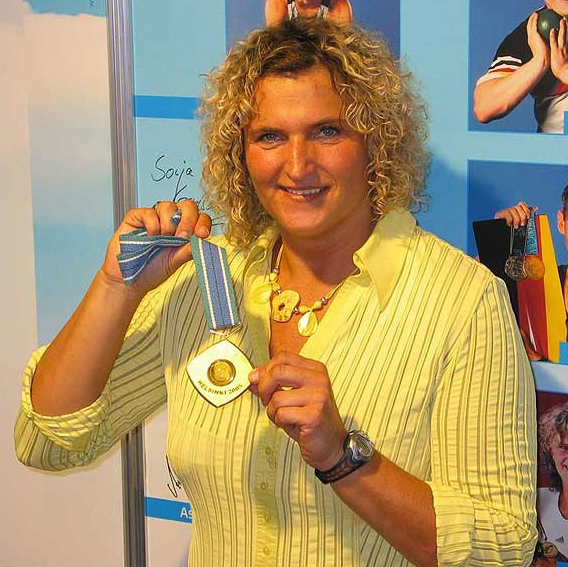
Franka Dietzsch (* 1968)

- Dietzsch, Friedrich August Anton (* 1827), deutscher Lehrer und Autor
- Dietzsch, Georg (1825–1887), hessischer Kreisrat
- Dietzsch, Hans († 1979), deutscher Kaufmann, Oberbürgermeister von Landshut
- Dietzsch, Hans Hubert (1875–1926), deutscher Bildhauer, Maler und Schauspieler
- Dietzsch, Heinz (* 1947), deutscher Fußballspieler
- Dietzsch, Ina (* 1966), Kulturanthropologin und Soziologin
- Dietzsch, Johann Christoph (1710–1769), Nürnberger Deckfarbenmaler und Kupferstecher
- Dietzsch, Margaretha Barbara (* 1726), deutsche Malerin und Radiererin
- Dietzsch, Martin, deutscher Soziologe und Rechtsextremismusforscher
- Dietzsch, Michael (* 1940), deutscher Unternehmer und Brauer
- Dietzsch, Steffen (* 1943), deutscher Philosophiehistoriker und Essayist
- Dietzsch, Zotho (1855–1937), deutscher Politiker und Versicherungsdirektor
- Dietzschold, Curt (1852–1922), deutscher Ingenieur, Uhrmacher und Fachlehrer
- Dietzschold, Hannelore (* 1953), deutsche Politikerin (CDU), MdL